# Chiesa del Gesù (Alcamo)
La chiesa del Gesù (o chiesa del Collegio dei Gesuiti) è una chiesa cattolica che si trova nella città di Alcamo, in provincia di Trapani.
Dopo la basilica di Santa Maria Assunta, è la seconda chiesa alcamese per grandezza.

## Storia
La costruzione della chiesa ebbe inizio nel 1684 grazie ai risparmi messi da parte dai gesuiti, che fecero costruire la chiesa su un terreno donato loro dal Comune di Alcamo. In cambio di tale terreno, i gesuiti si impegnarono a svolgere a proprie spese diverse opere di miglioramento edile, in particolare:
- l'aggiunta di sei gradini alla Porta Stella, attraverso la quale si accedeva alla città murata;
- la sistemazione della giarrotta che portava l'acqua della sorgente che si trovava fuori le mura della città murata alla fontana che serviva da abbeveratoio per gli animali. Quest'ultima doveva essere spostata da piazza Ciullo e collocata nella nuova sede a ridosso del torrione del fosso (che oggi corrisponde all'odierna via Mazzini). In questo modo si deviava la strada che serviva agli animali per abbeverarsi: ciò era necessario poiché con la costruzione della chiesa del Gesù il loro passaggio sarebbe stato ostacolato.

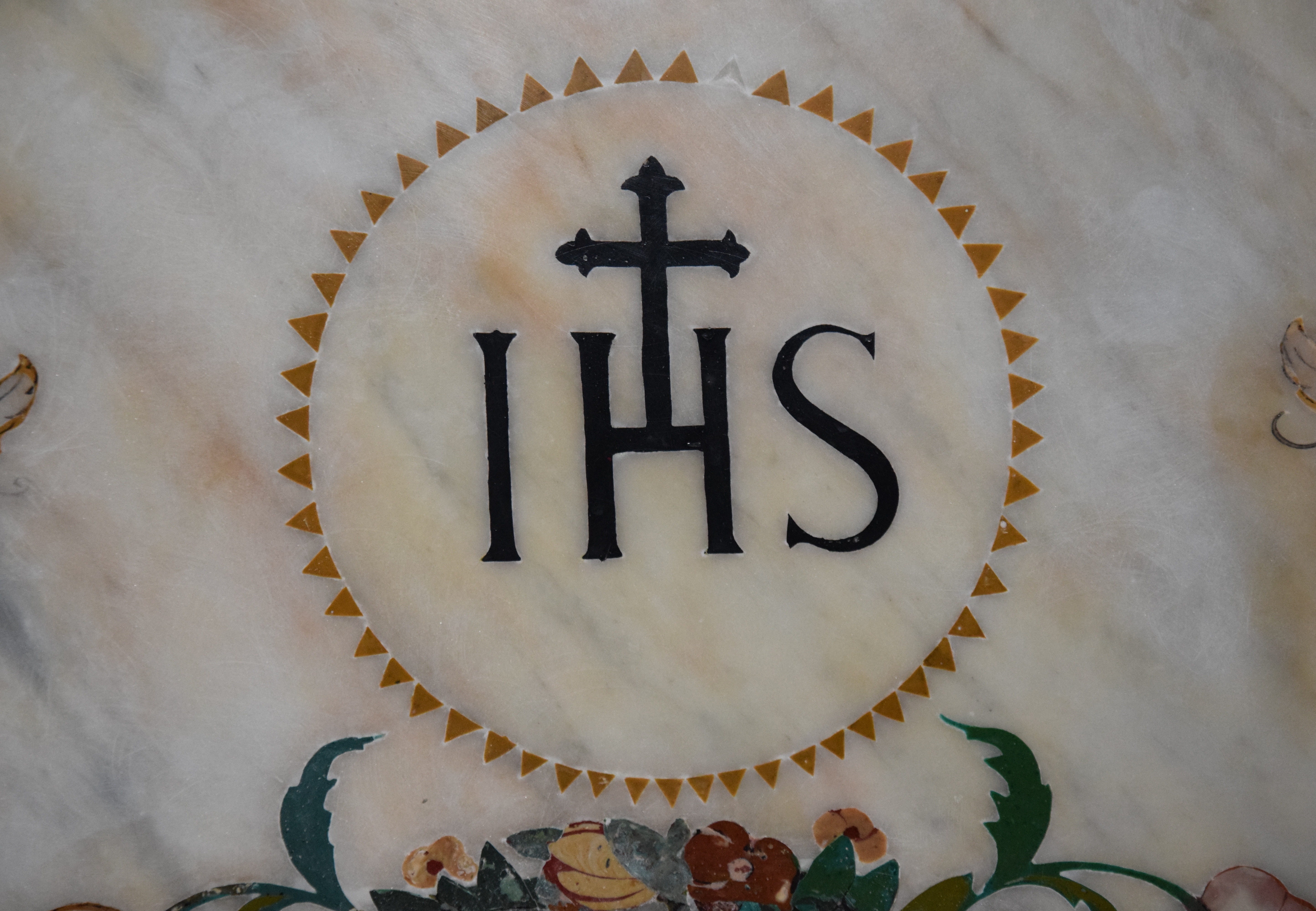
Stemma dei gesuiti rappresentato in un intarsio marmoreo all'interno della chiesa

Il 7 giugno 1725 l'alcamese padre Vincenzo Monteleone, al tempo rettore del collegio dei Gesuiti, ottenne la nomina di procuratore per la costruzione di tale chiesa che all'epoca era stata eretta solamente all'altezza di 8 palmi dal lato di oriente di rimpetto le mura cittadine.
Il 29 luglio del 1764 la chiesa fu inaugurata con una cerimonia solenne; in seguito fu adornata con stucchi e nel 1767 venne ultimata la sua costruzione, che durò in totale 80 anni, per cui gli alcamesi la chiamarono "chiesa del Rappezzo".
Nel 2014 la facciata della chiesa è stata oggetto di un'opera di consolidamento.
Già nel 1748 esisteva in questa chiesa la Congregazione della Maestranza dei Cordari, forse inserita nella Congregazione segreta della Natività di Maria Vergine; come loro patrono, i suoi membri veneravano il Cristo legato alla Colonna, una statua in legno che è collocata nella cappelletta vicino all'entrata secondaria della chiesa nella via Mazzini.

## Descrizione e opere
La facciata della chiesa domina piazza Ciullo, verso la quale è rivolta. È in stile barocco ed è arricchita da paraste con capitelli in stile dorico-tuscanico e in stile ionico. Su tale facciata sono state ricavate cinque nicchie che contengono (dal basso verso l'alto) le statue di sant'Ignazio di Loyola, san Francesco Saverio, la Madonna dei Miracoli (santa patrona della città di Alcamo) e gli arcangeli Michele e Raffaele. Le tre statue che si trovano più in basso furono restaurate a titolo gratuito nel 1931 dallo scultore alcamese Giuseppe Bambina. Tale restauro fu necessario per rimediare al loro danneggiamento provocato dalle truppe garibaldine, che al loro ingresso in città (avvenuto il 17 maggio del 1860) lanciarono su di esse sassi e spari di fucile.

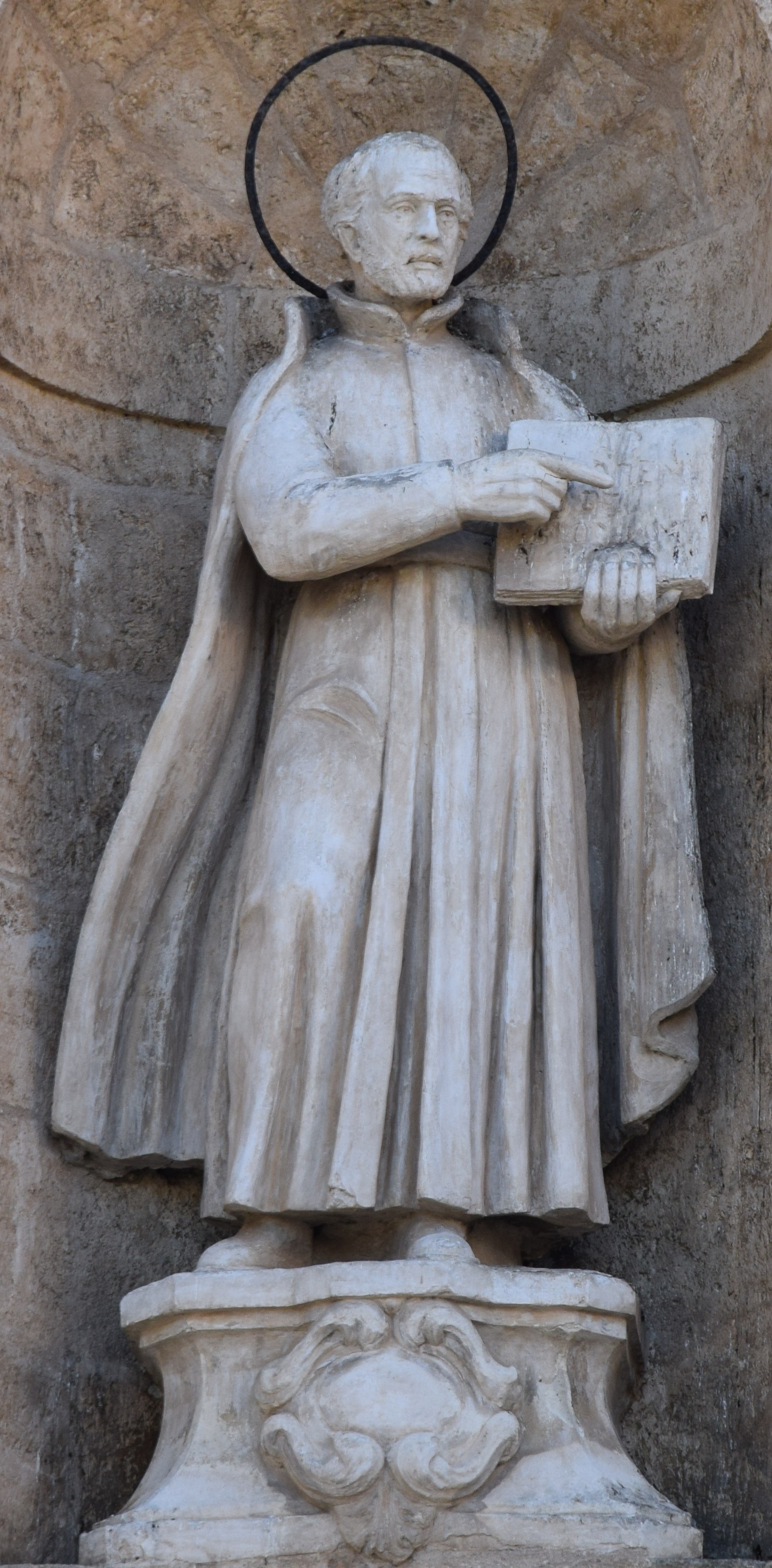
Sant'Ignazio di Loyola
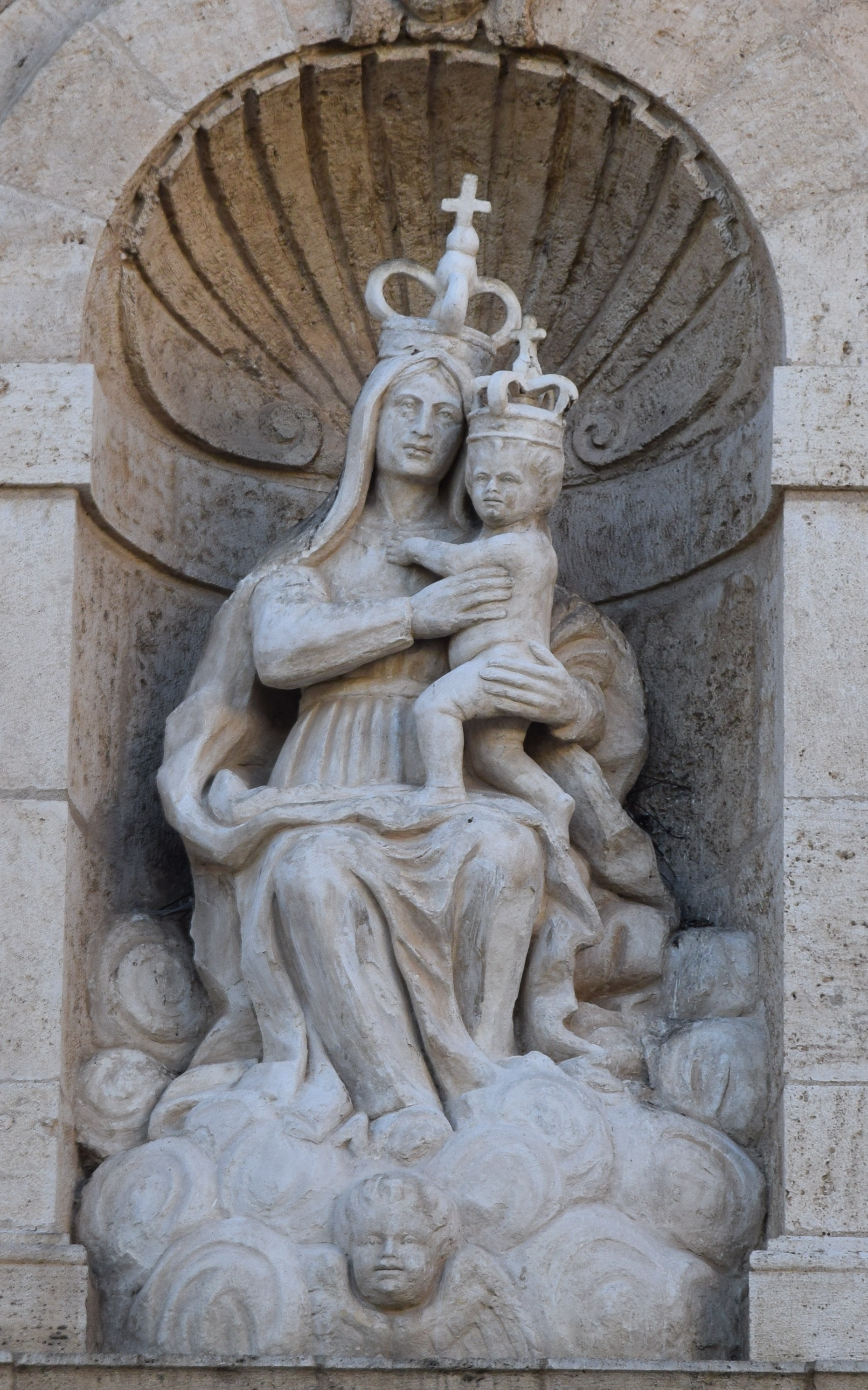
Madonna dei Miracoli
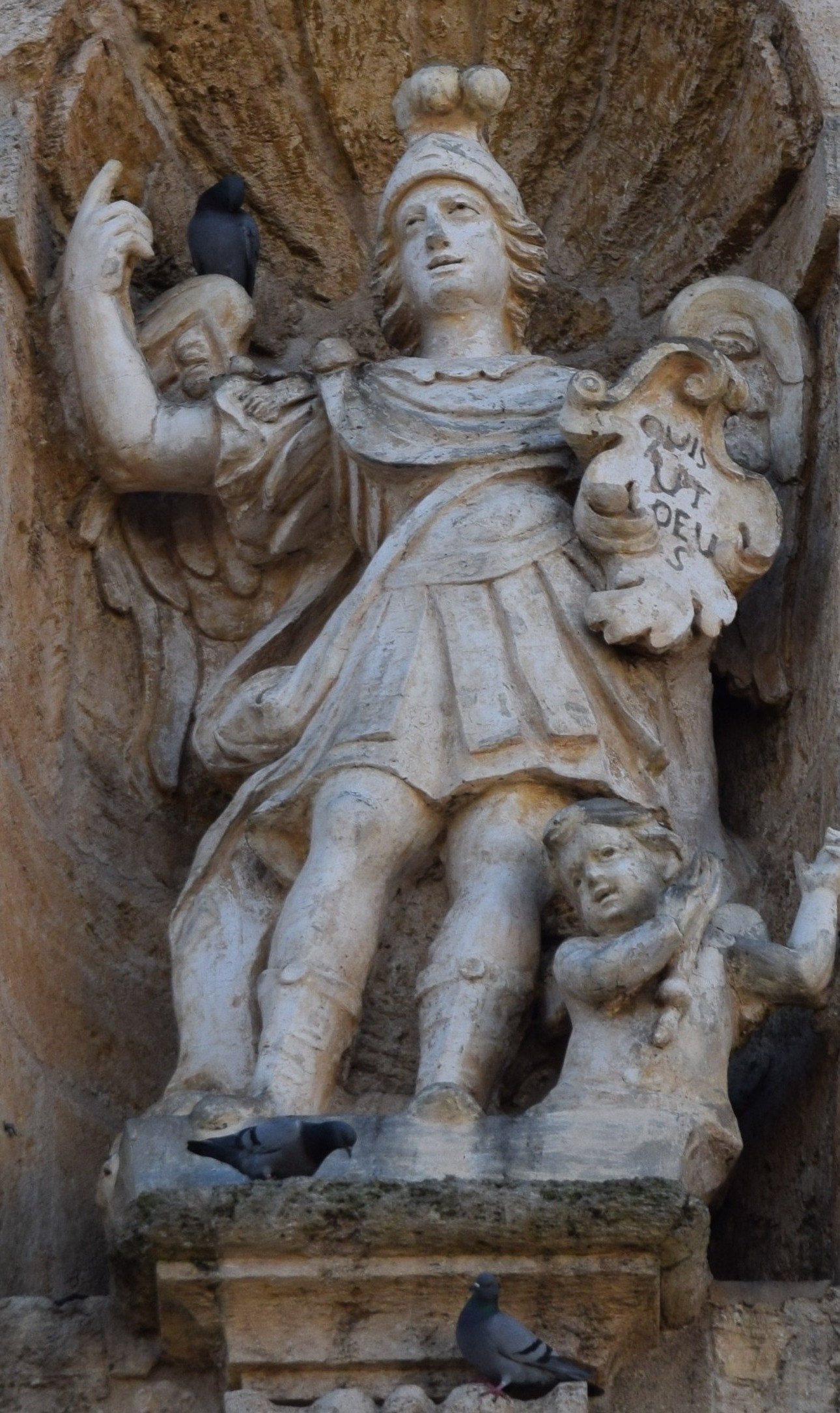
Arcangelo Michele
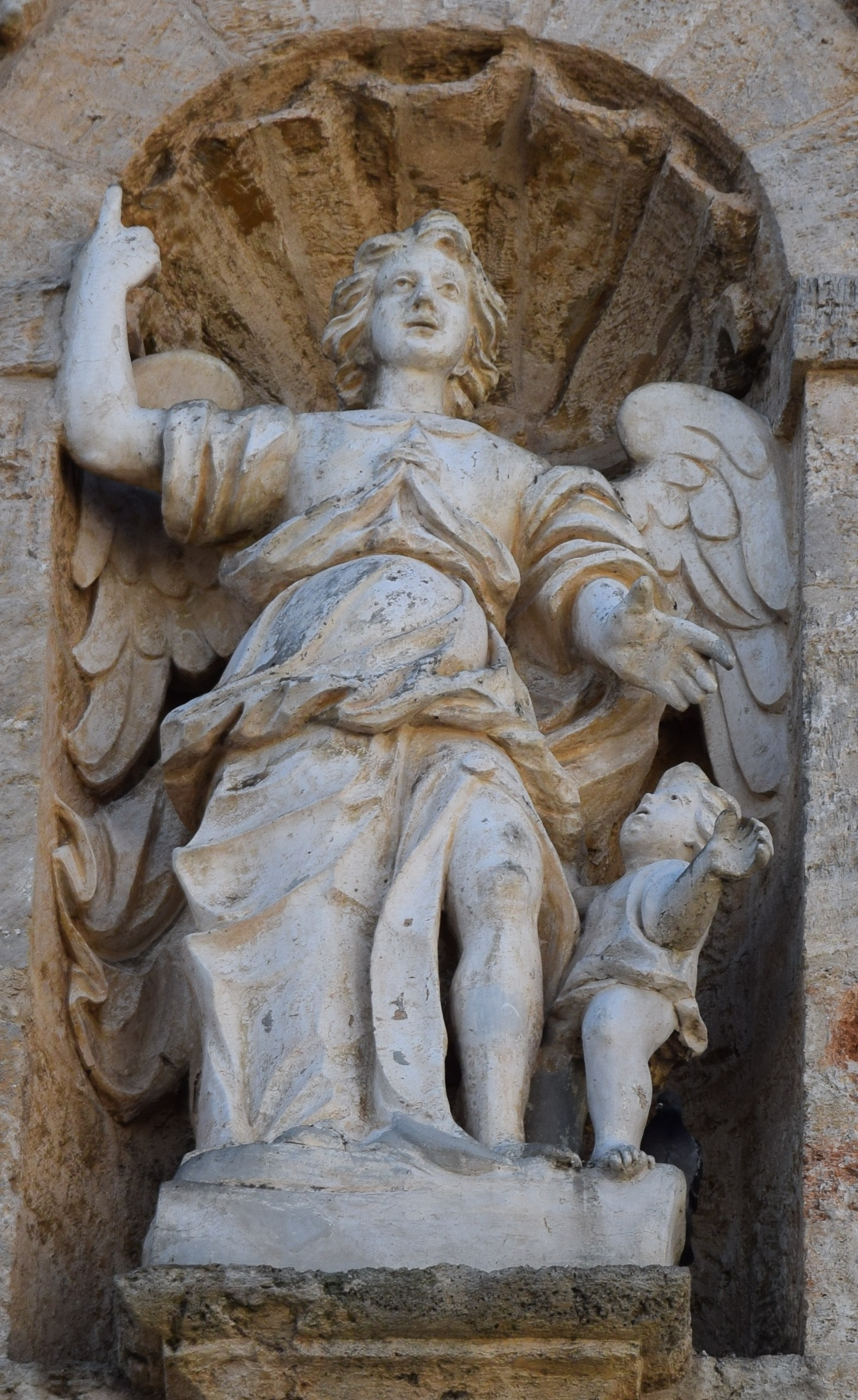
Arcangelo Raffaele

Sopra il balcone centrale è stato collocato nel 1989 un orologio a pendolo telecomandato in sostituzione di un altro più antico che precedentemente ornava la torre campanaria della chiesa madre di Alcamo, ormai non più funzionante, mentre ai lati si trovano due campanili sormontati da cuspidi triangolari. All'interno di un campanile si trovano tre campane chiamate "Sant'Ignazio di Loyola", "San Francesco Saverio" e "Ostensorio Sacro Cuore di Gesù". Sulla sommità della facciata si trova una corona marmorea a ricordo del dominio spagnolo in Sicilia.

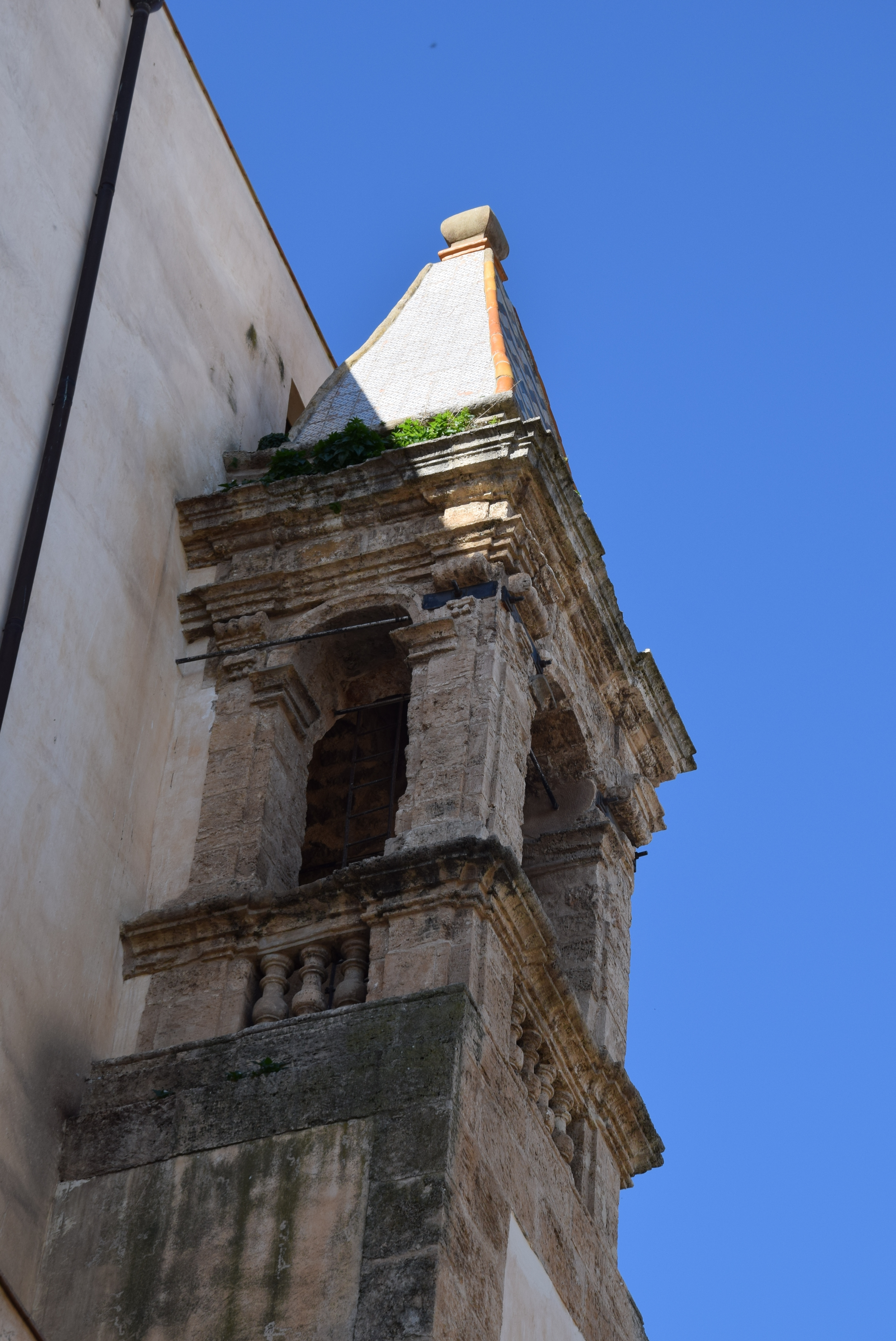
Campanile sulla sinistra della facciata (visto da dietro)
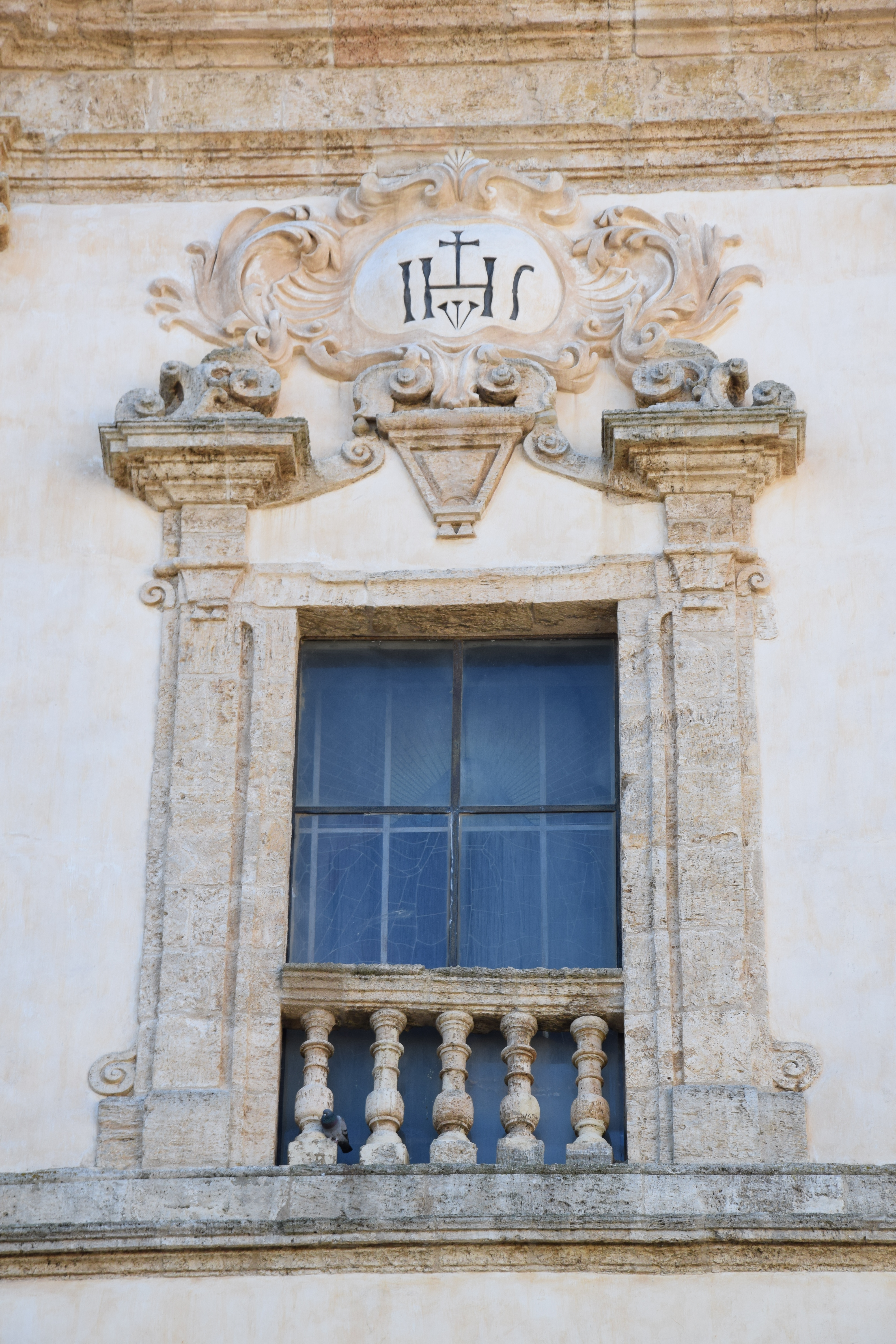
Balcone sulla facciata sormontato dallo stemma dei Gesuiti
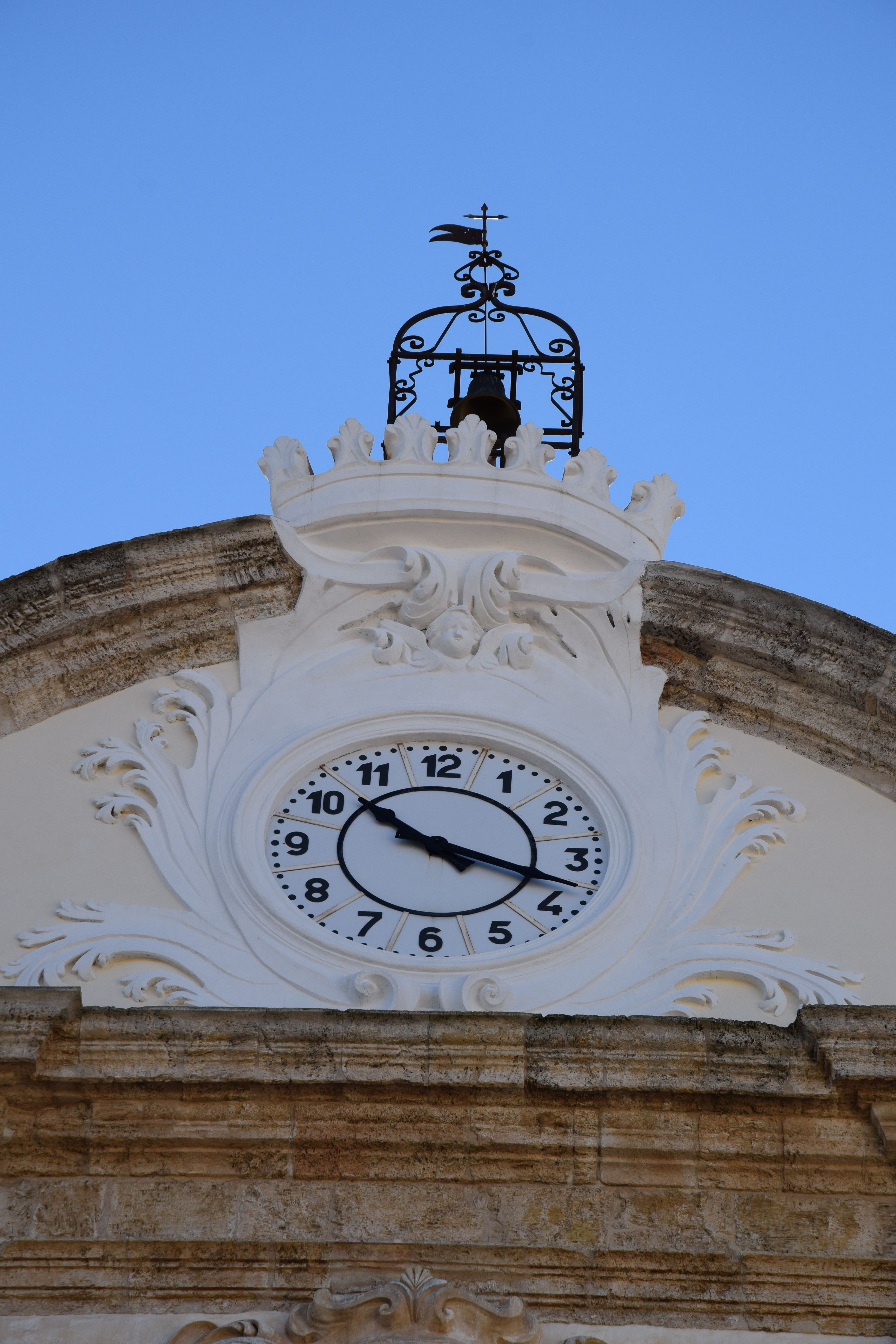
Orologio e corona marmorea sulla facciata
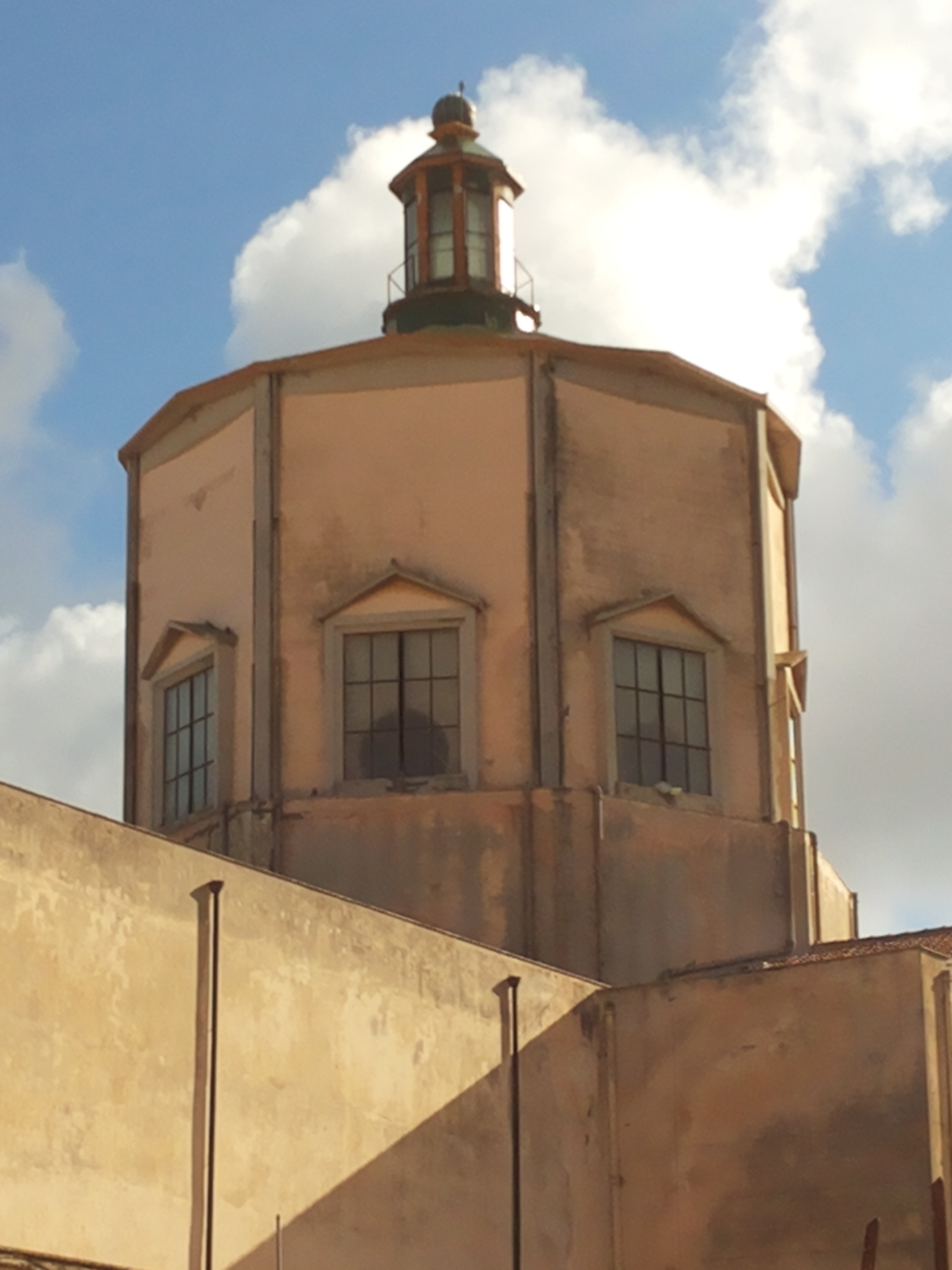
Cupola

L'accesso alla chiesa avviene attraverso un ingresso principale in piazza Ciullo e un ingresso laterale in via Mazzini. L'ingresso principale è provvisto da una scala in pietra (detta dagli alcamesi "pietra di li Carrubbazzi").
La chiesa presenta al suo interno un'unica navata è sovrastata da una volta a botte. Le pareti e l'abside sono decorate da stucchi (cornici e parati) in stile rococò completati nel 1767, (anno dell'espulsione dei gesuiti dalla chiesa), realizzati forse da Giovanni e Francesco Russo, che da giovani furono aiutanti di Lorenzo Curti.
La cupola è stata realizzata nelle sue forme attuali nel 1962; sotto di essa si trovava una lapide con le lettere "P X" (oggi scomparsa) che indicava l'ingresso della cripta che si estendeva per una profondità di sei metri in direzione dell'altare maggiore, dove trovavano sepoltura i membri della compagnia del Gesù defunti.

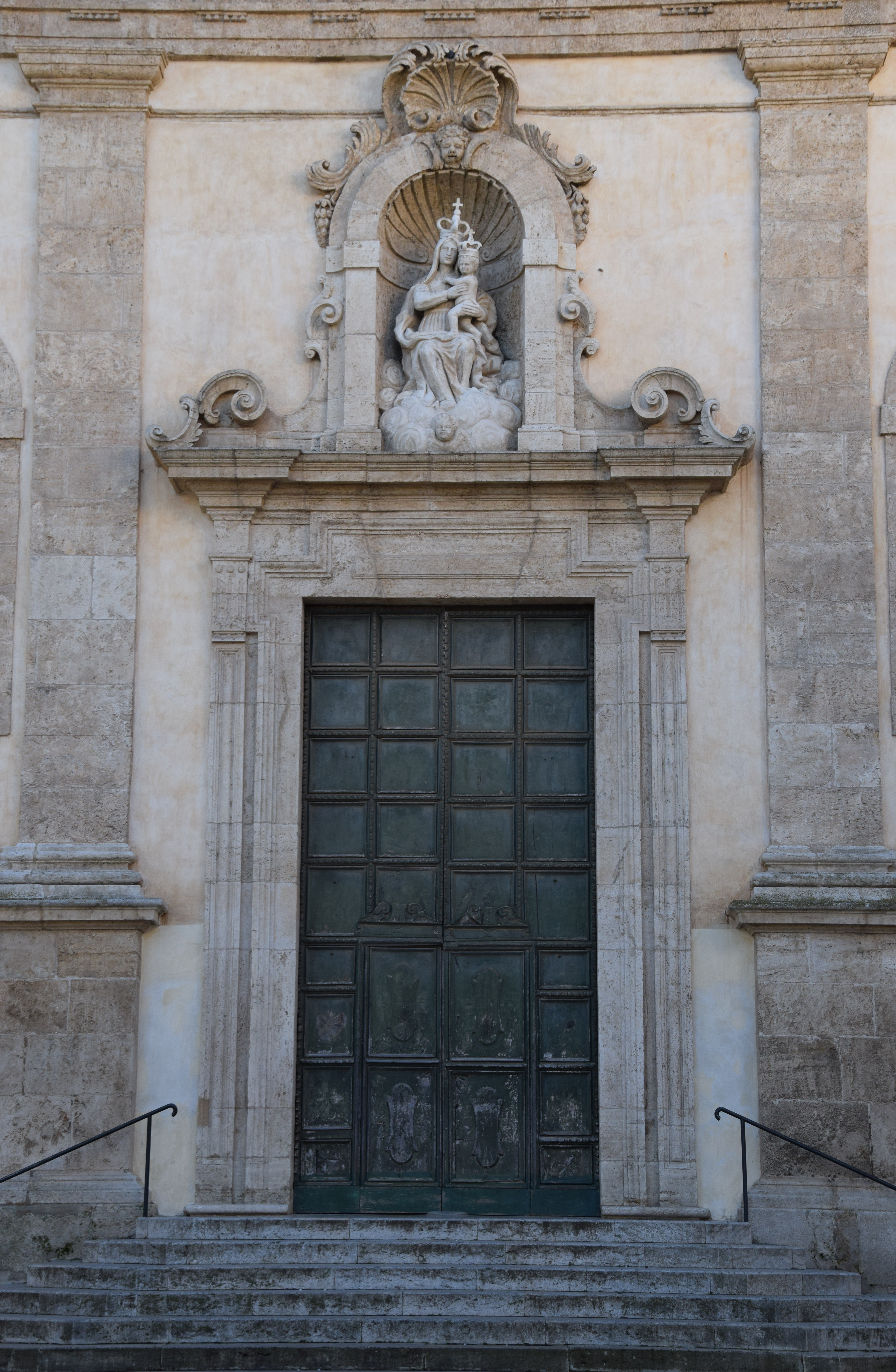
Portale principale
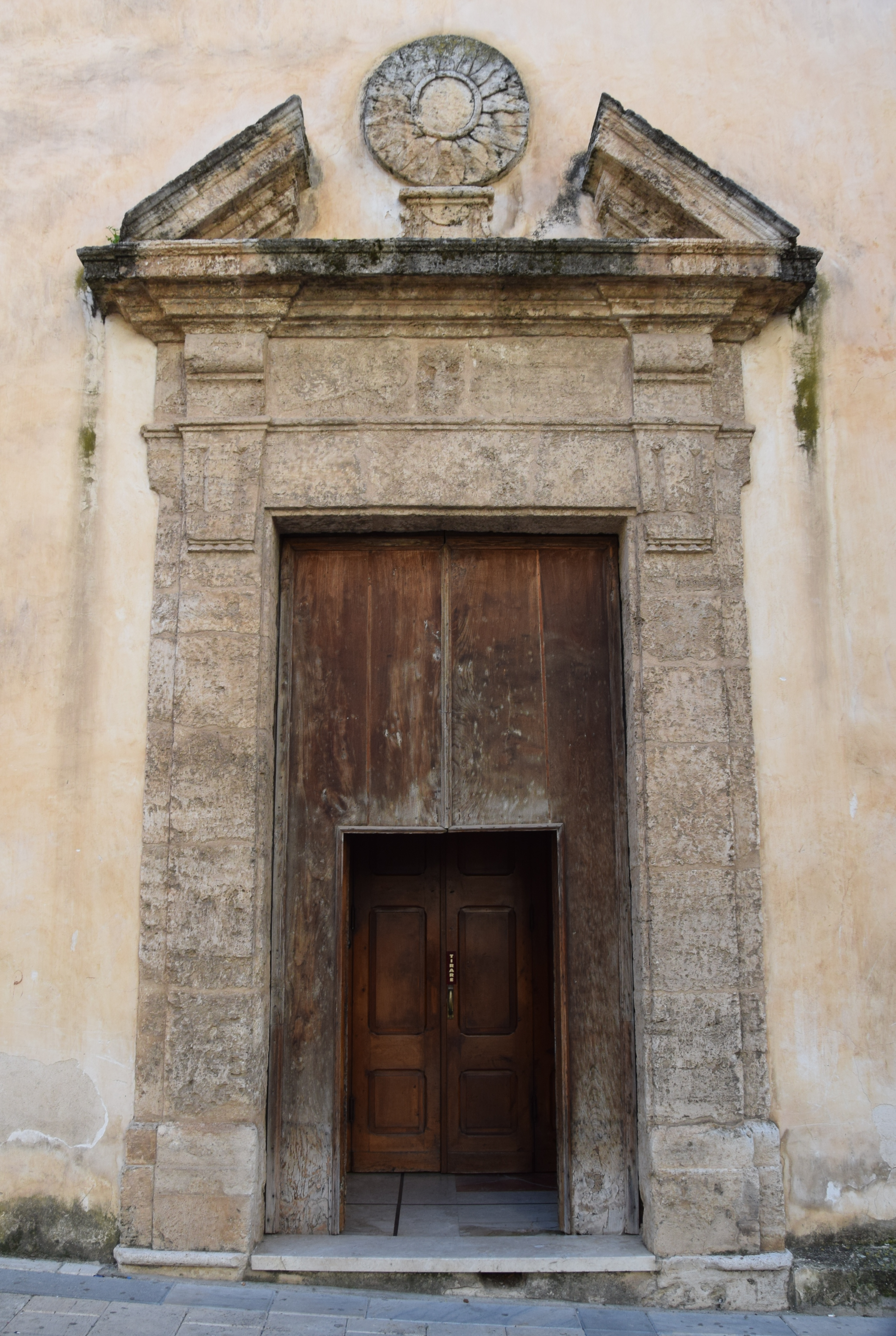
Portale laterale
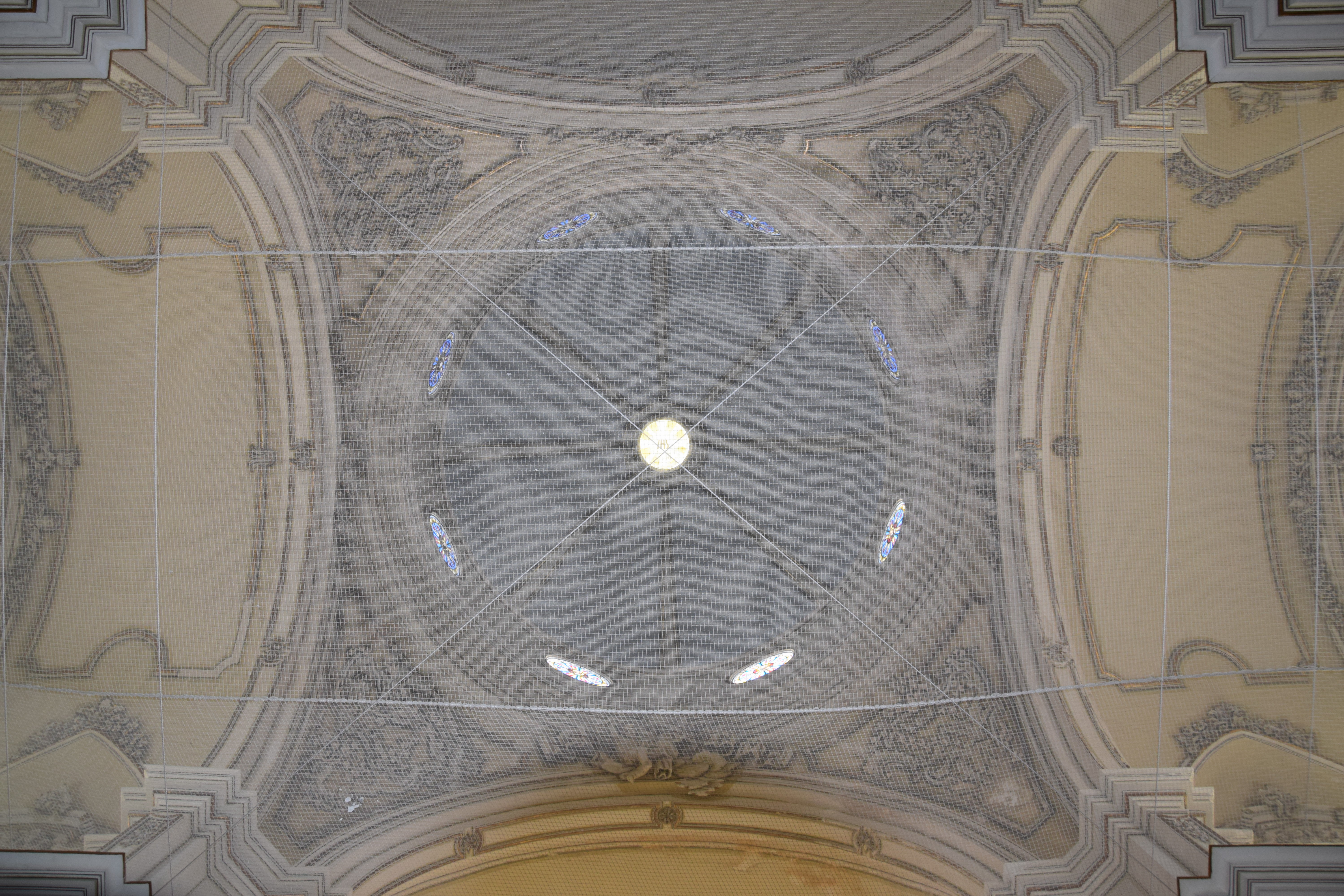
La cupola vista dall'interno
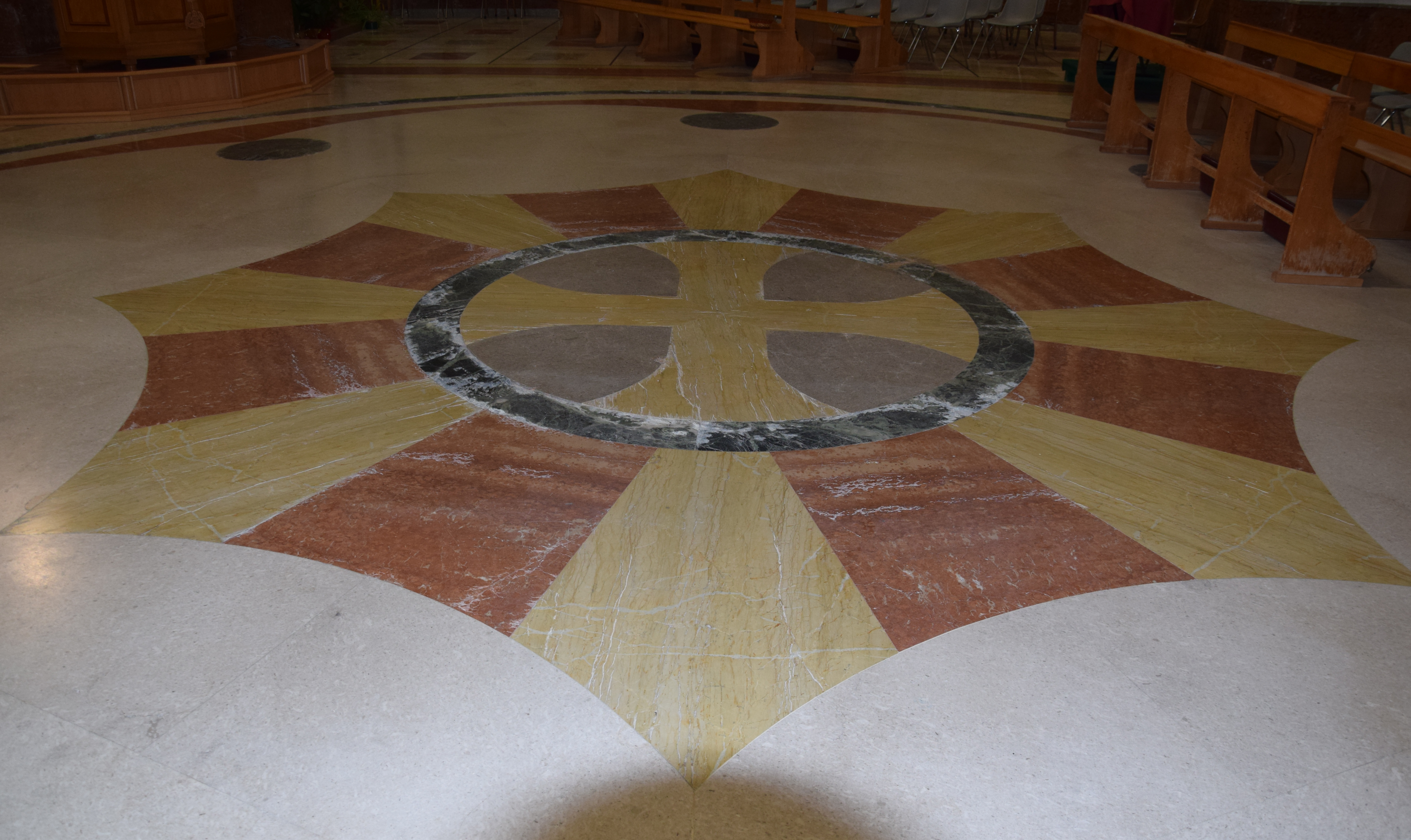
Punto sotto la cupola dove si trovava l'ingresso alla cripta sotterranea
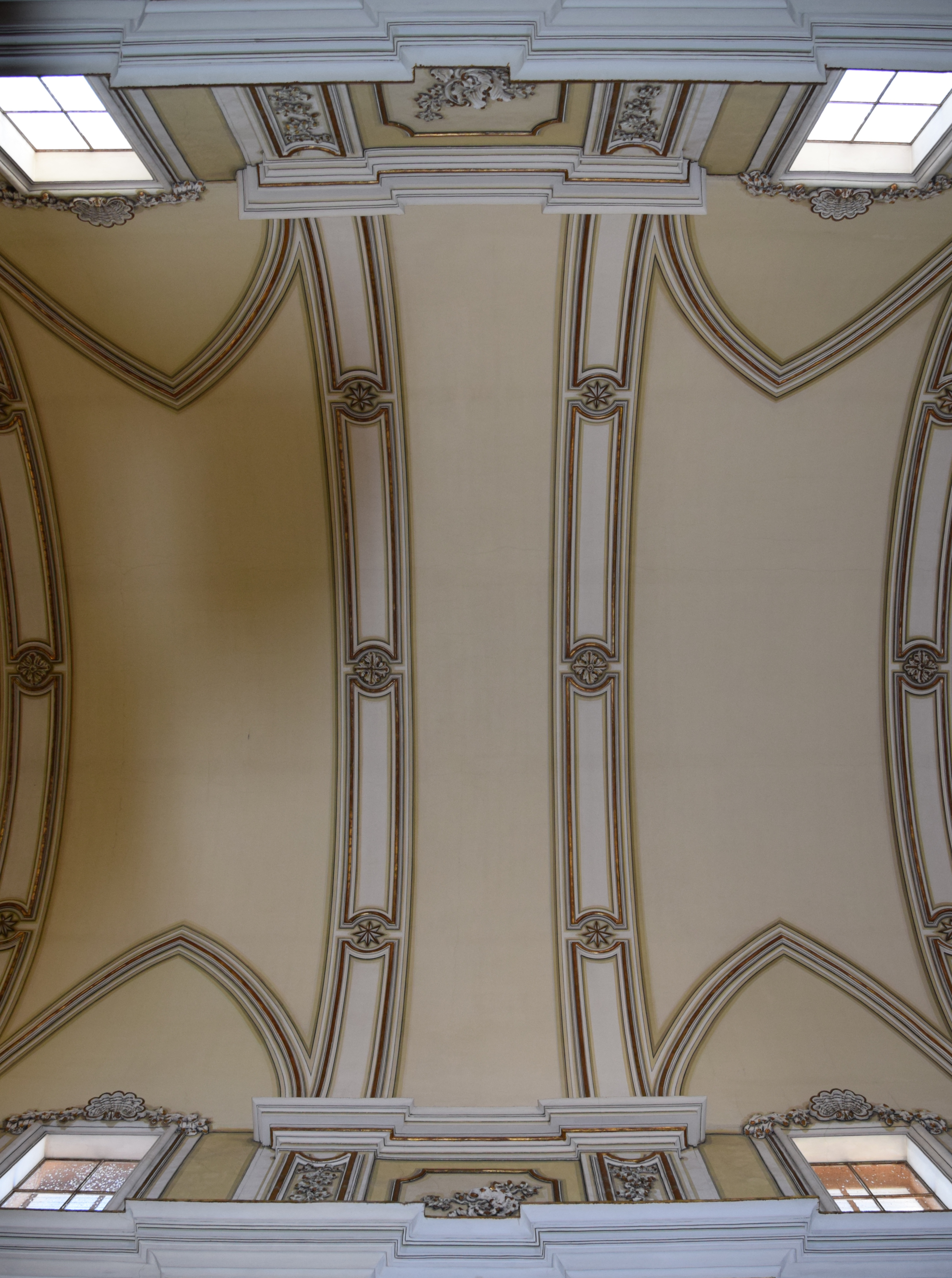
Volta a botte
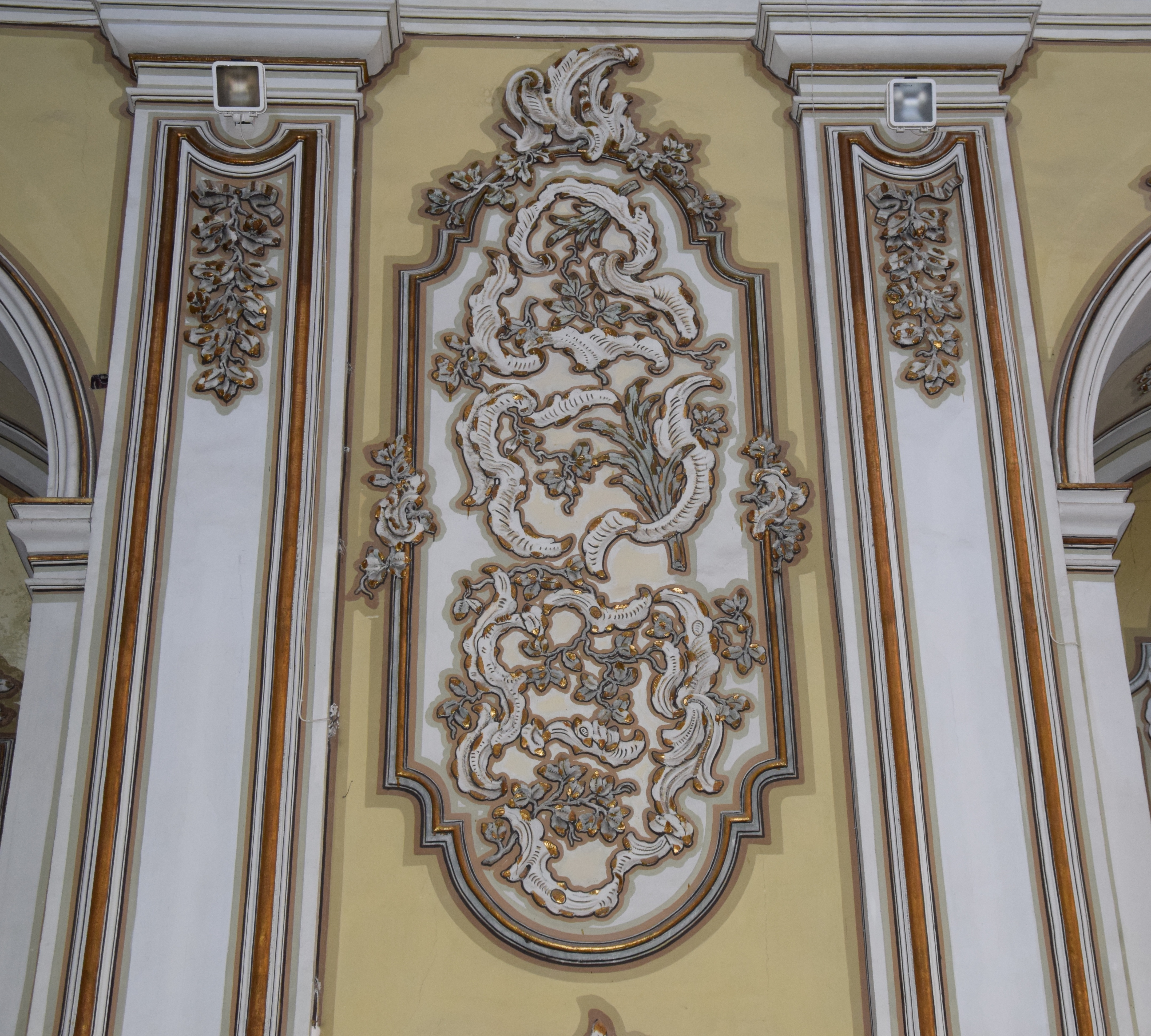
Stucchi sulle pareti della chiesa
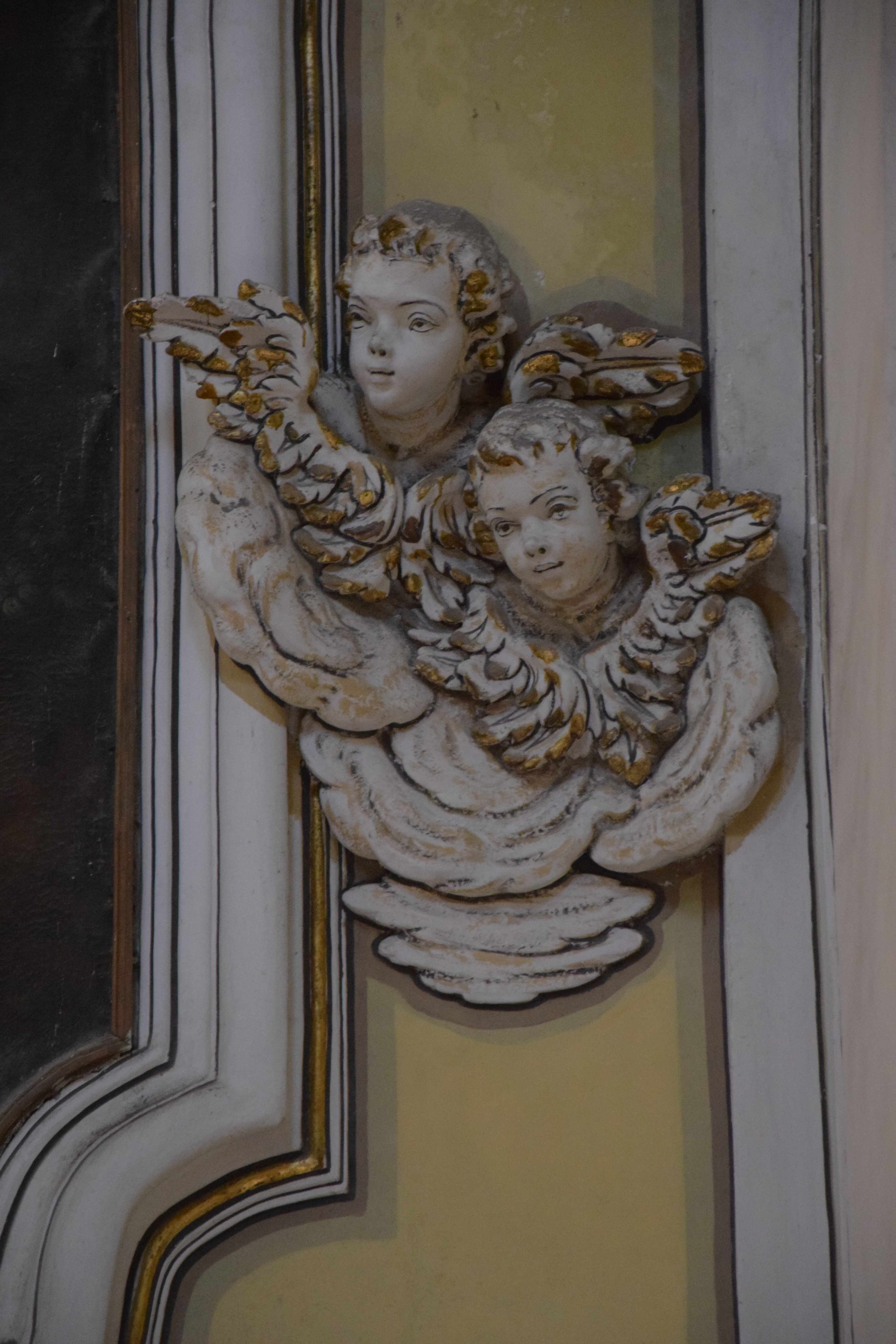
Particolare degli stucchi con teste di angelo

Sull'altare maggiore si trova un dipinto del 1797 del pittore alcamese Giuseppe Renda, intitolato La circoncisione di Gesù. L'altare è illuminato dall'alto da finestre con vetrate. Nella vetrata principale è raffigurato Gesù con le mani aperte.

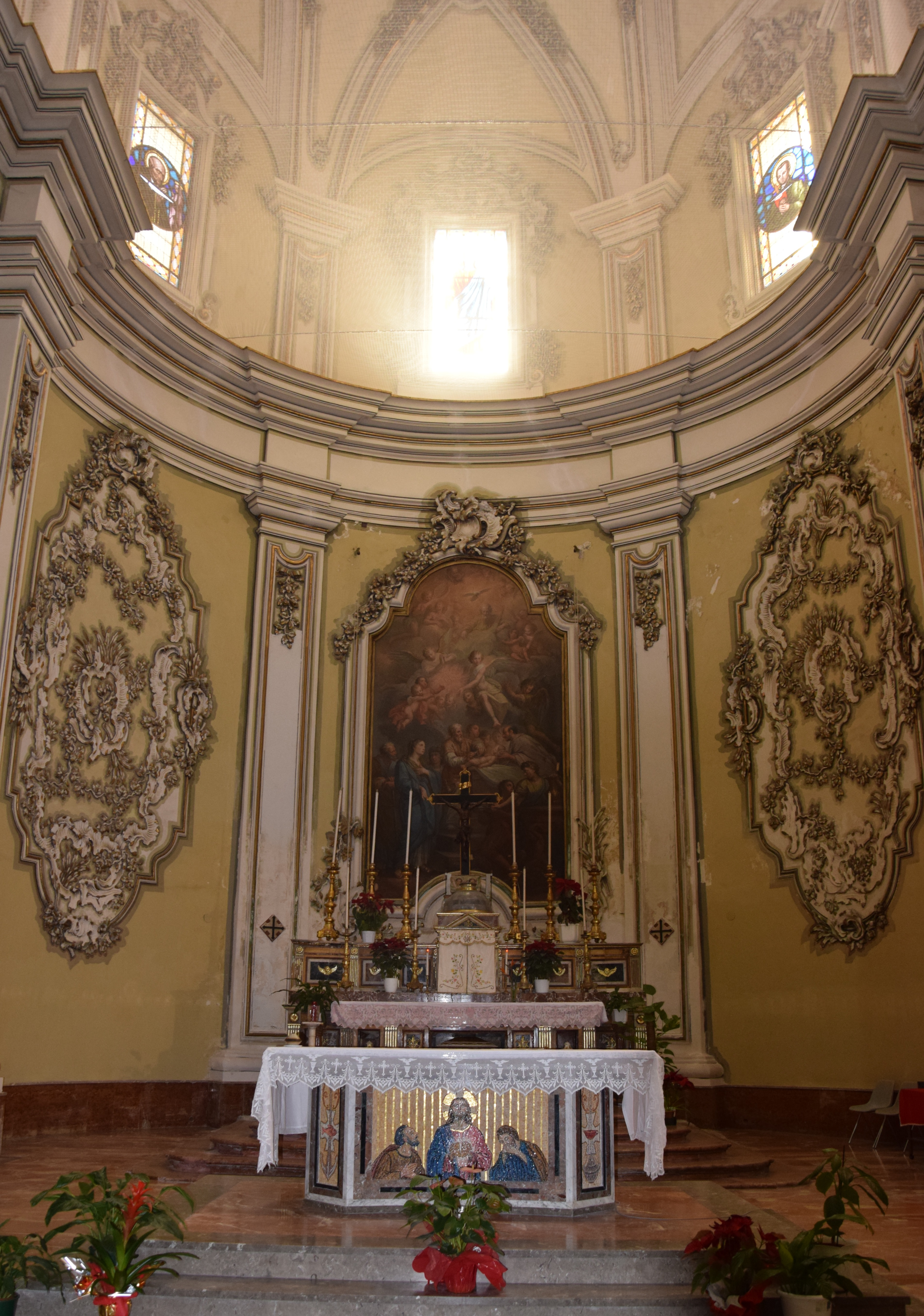
Altare maggiore
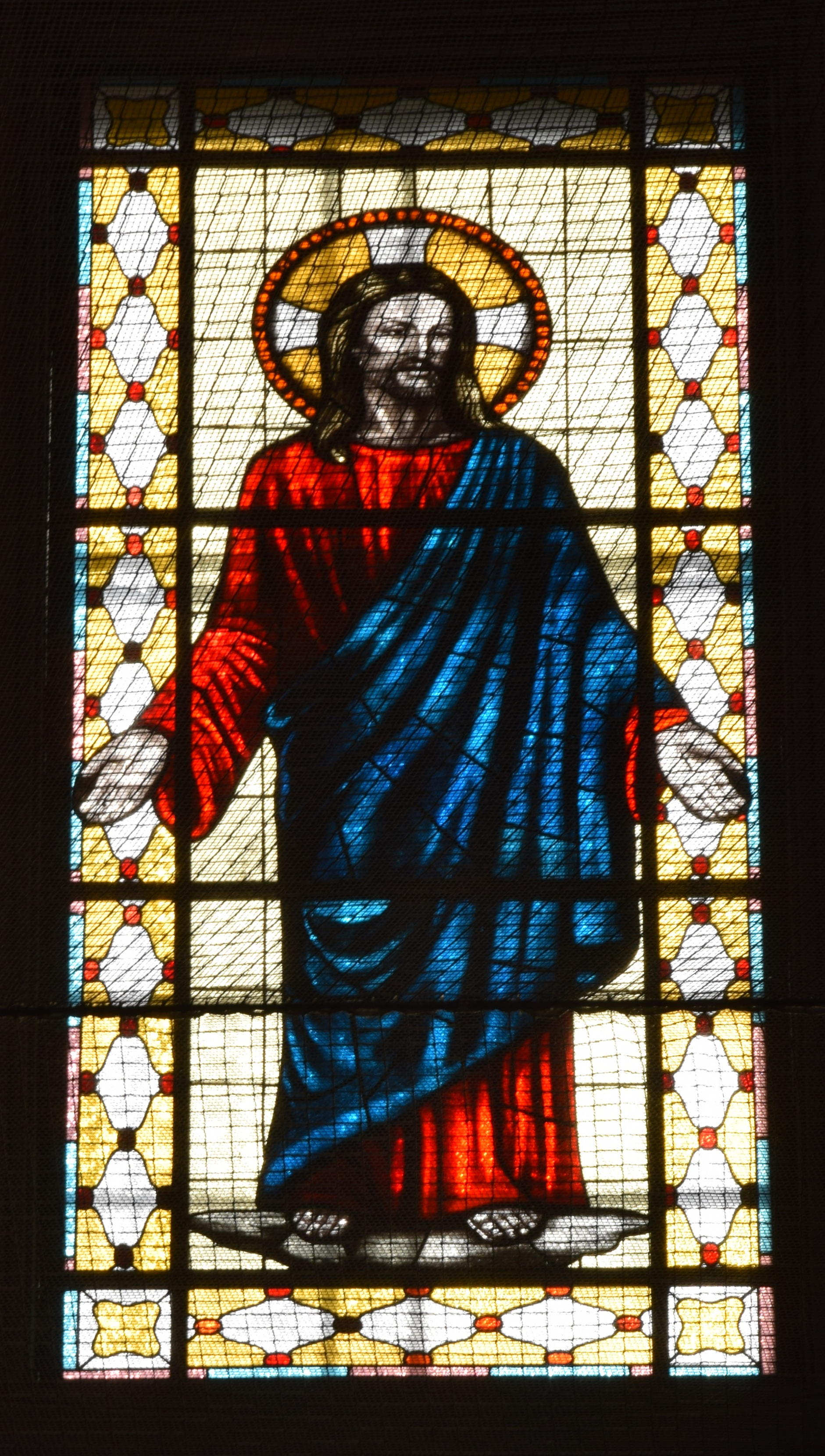
Vetrata in cima all'altare maggiore
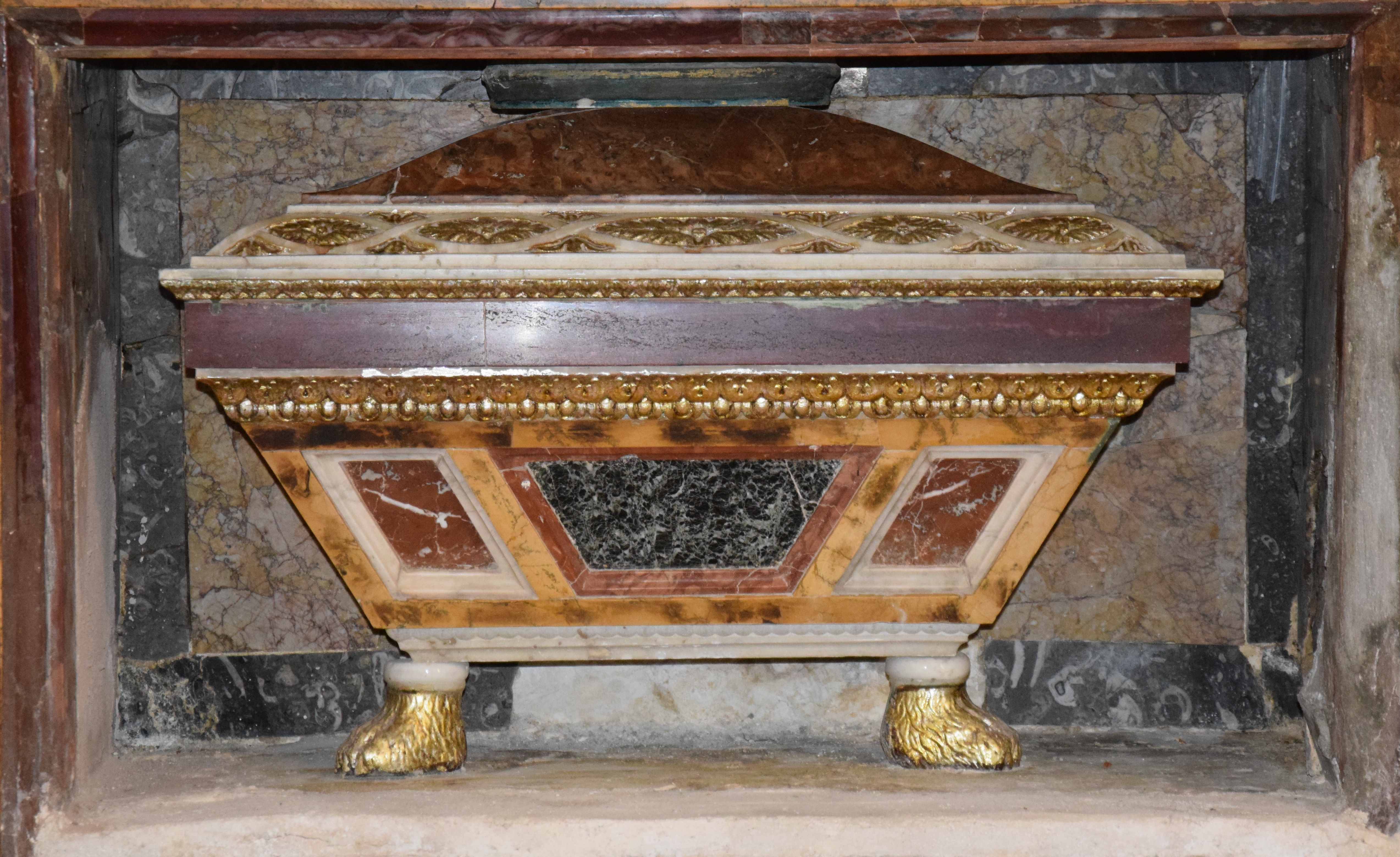
Reliquiario in marmo sotto l'altare maggiore

All'interno sono presenti quattro cappelle, di cui le due più grandi sono collocate al posto del transetto. Per quanto riguarda le cappelle:
- la cappella a sinistra dell'altare maggiore è dedicata a sant'Ignazio di Loyola, fondatore della compagnia del Gesù;
- la cappella a destra dell'altare maggiore è dedicata a san Francesco Saverio, fondatore della compagnia del Gesù assieme ad Ignazio di Loyola nel 1534; nella cappella si trova un dipinto su tela di scuola novelliana di autore ignoto; tale dipinto raffigura san Francesco Saverio a Gandhia in India, dove ha convertito è battezzato circa 33.000 persone in dieci anni dal 1542 al 1552, guadagnando il soprannome di "apostolo delle Indie";
- nella cappella a sinistra dell'ingresso principale si trova una tela che raffigura san Luigi Gonzaga; in suo onore viene fondata la congregazione dei luigini che si riuniva nell'oratorio degli alunni, al piano terra del collegio dei gesuiti.
- nella cappella a destra dell'ingresso principale è presente una tela raffigurante san Francesco Borgia, terzo preposito generale dell'ordine dei gesuiti.

Nella cantoria è inoltre conservato un altare che era prima collocato in una delle cappelle laterali (molto presumibilmente quella dedicata al Sacro Cuore di Gesù o quella dedicata all'Immacolata Concezione). Tale altare è sovrastato dal busto in legno di sant'Ignazio di Loyola.

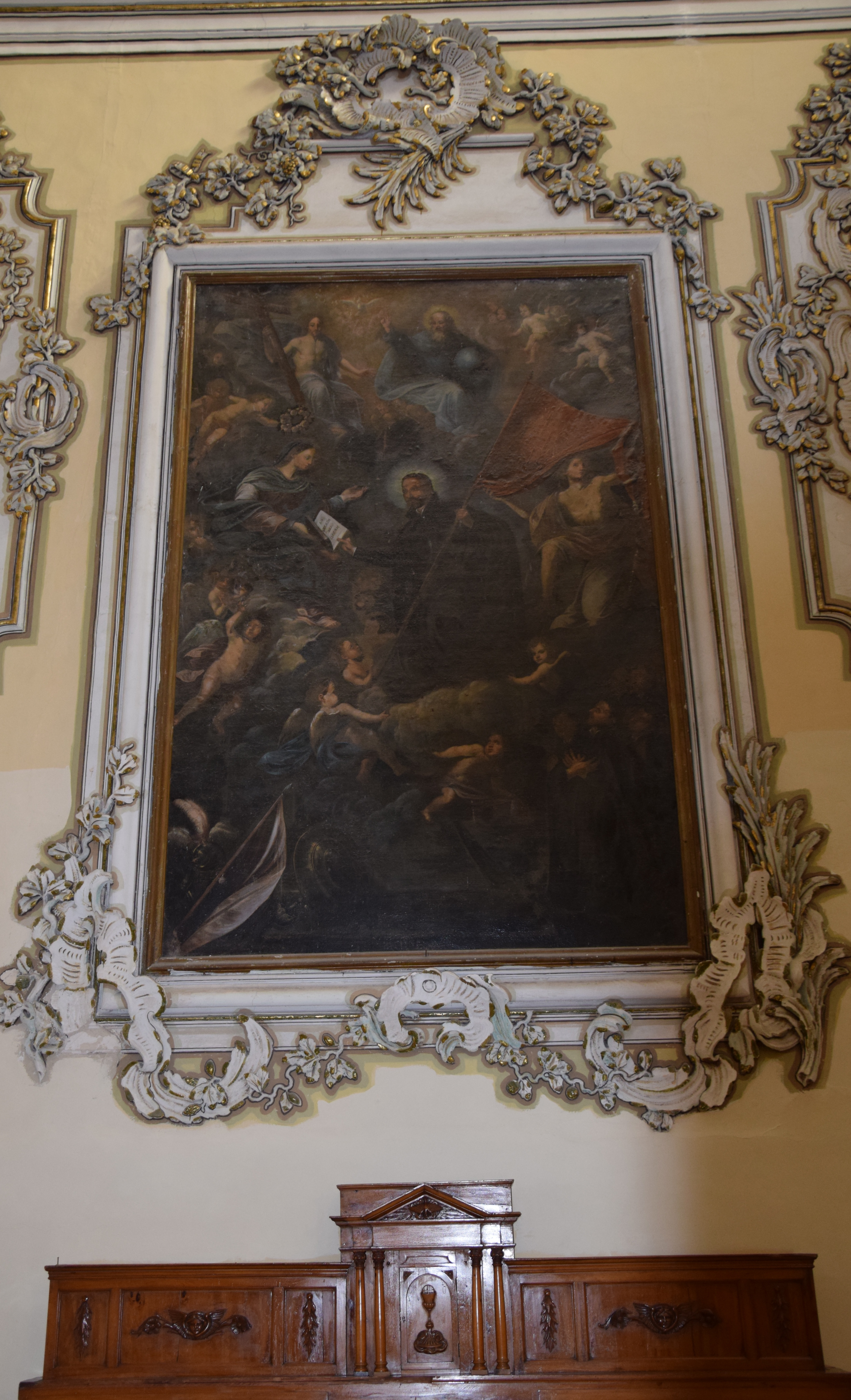
Dipinto di sant'Ignazio di Loyola
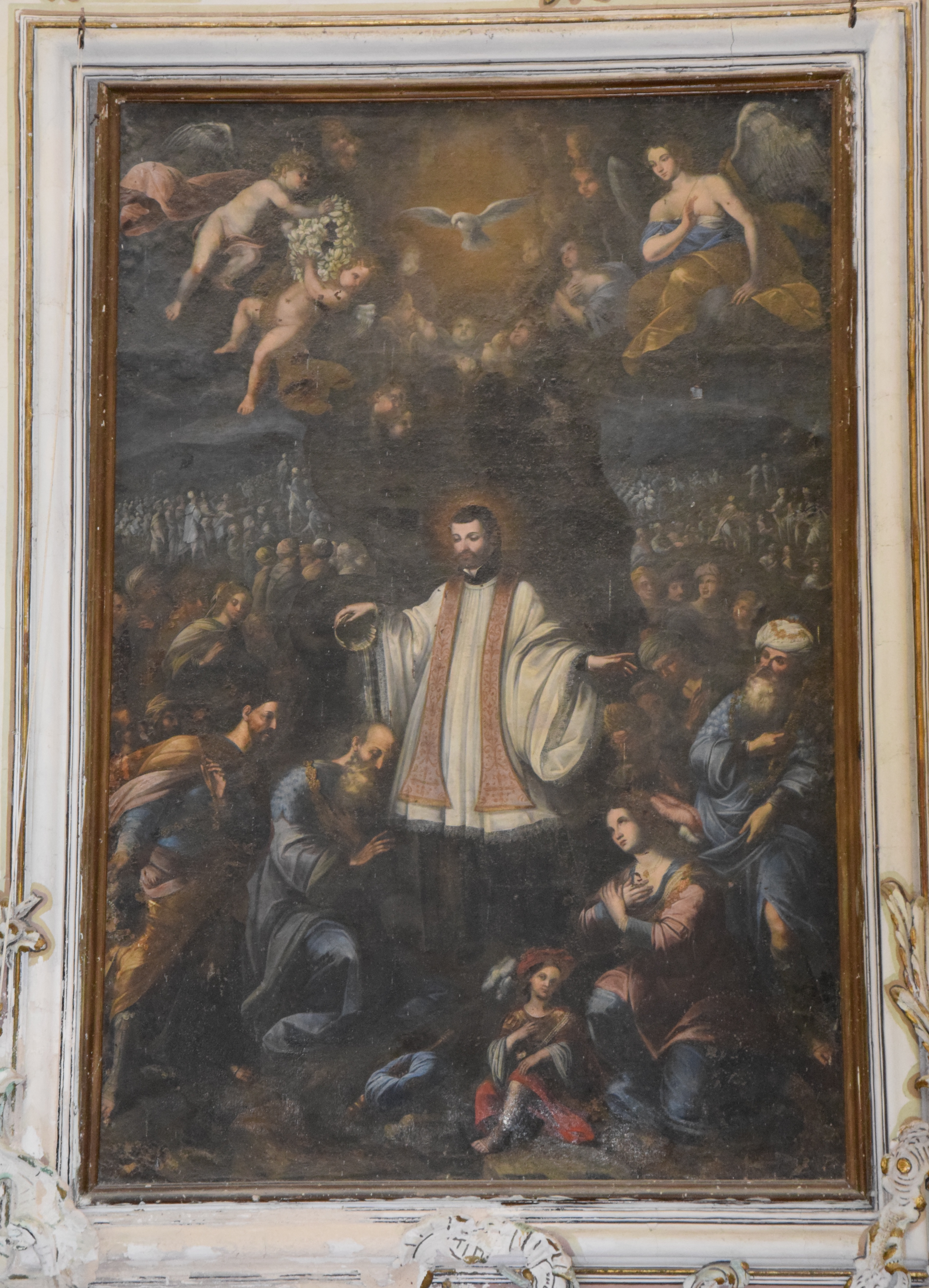
Dipinto di san Francesco Saverio
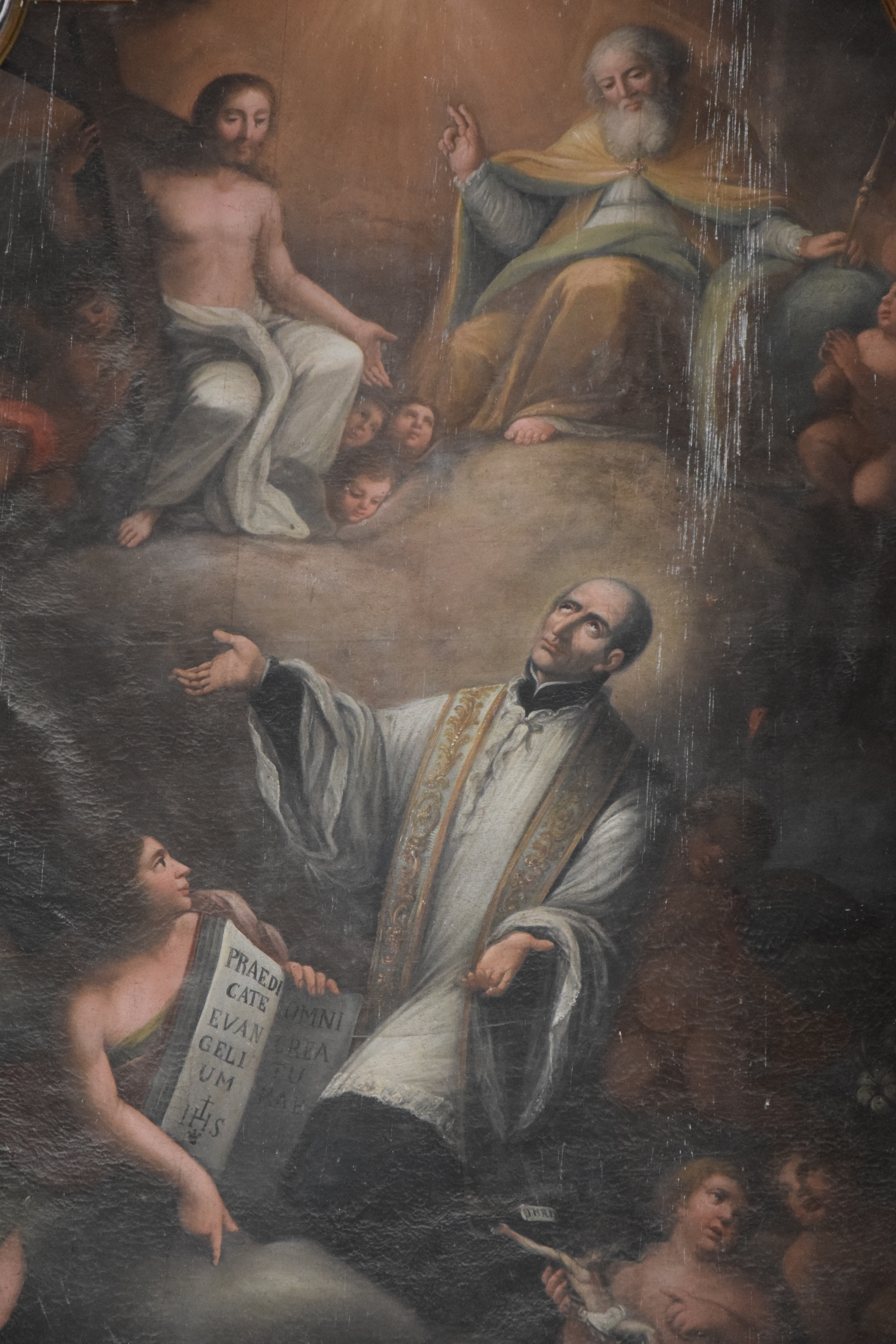
Dipinto di san Francesco Borgia
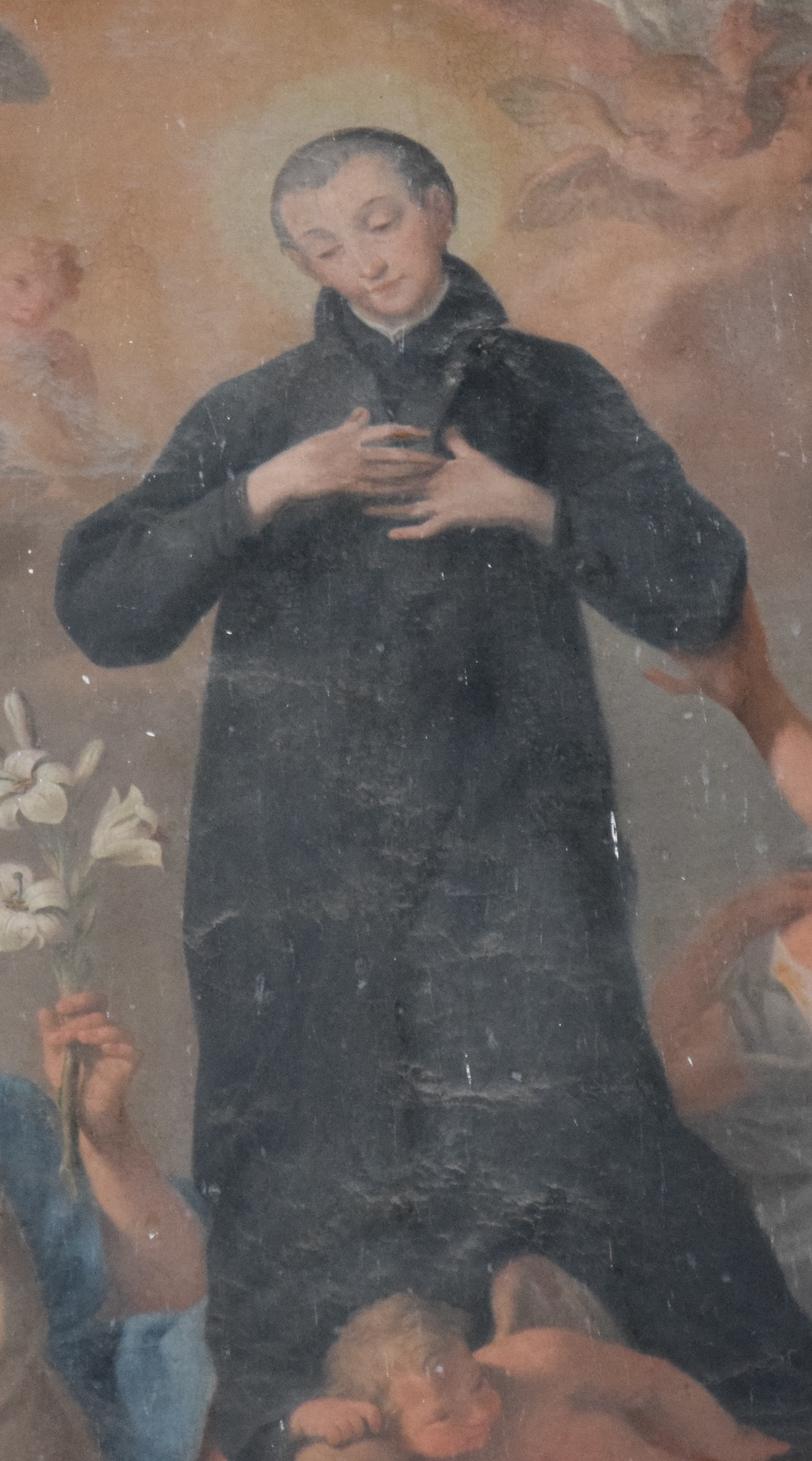
Dipinto di san Luigi Gonzaga
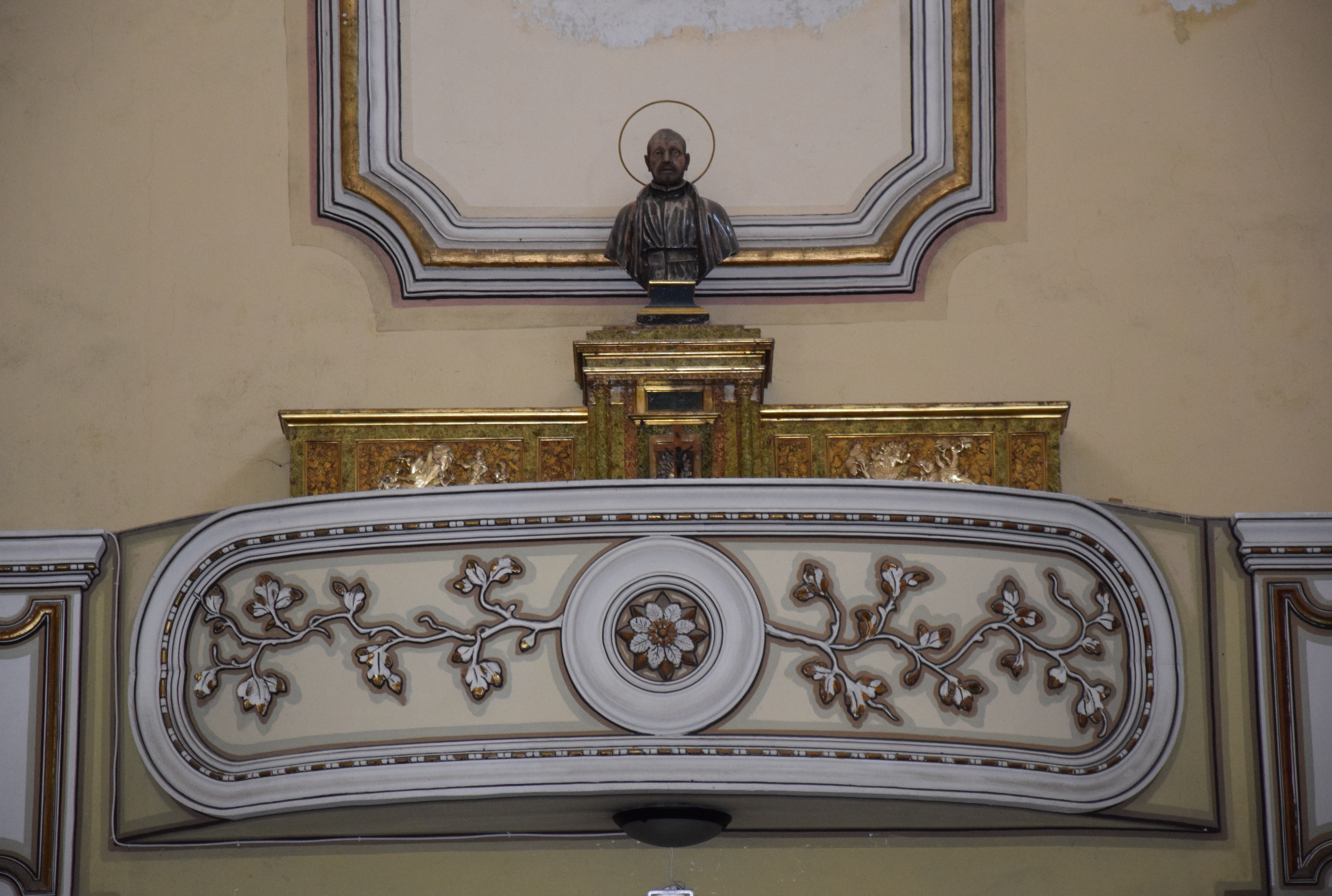
Altare con il busto di sant'Ignazio di Loyola

In corrispondenza dell'ingresso laterale in direzione della via Mazzini è collocata un'acquasantiera del 1500 in alabastro bianco, forse proveniente dalla chiesa dell'Annunziata. Sul suo fusto modanato sono scolpiti motivi con foglie d'acanto e l'immagine dell'Annunziata. La conca circolare dell'acquasantiera è ornata con festoni e conteneva quattro teste di angeli, di cui solo una è ancora esistente.

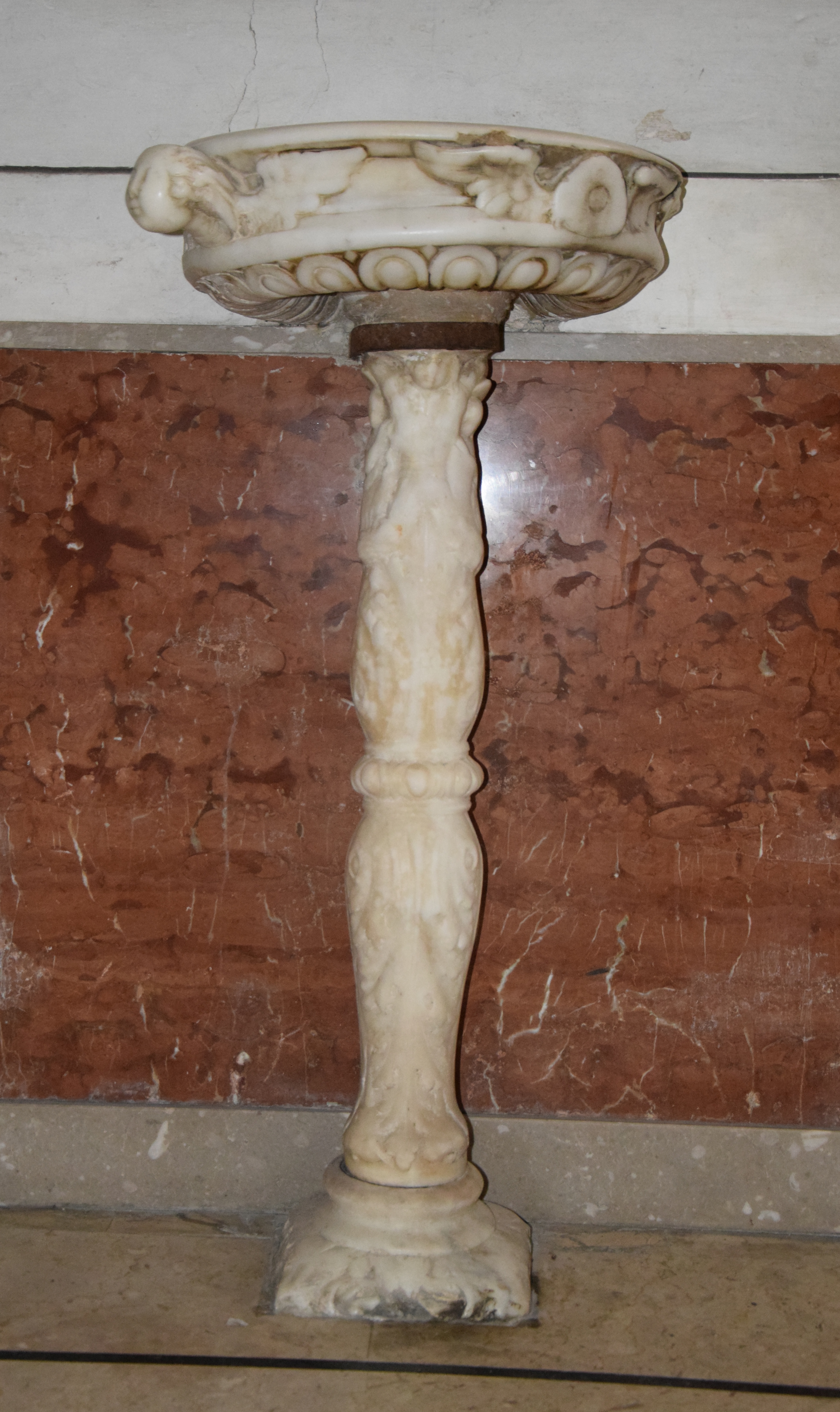
Acquasantiera del 1500
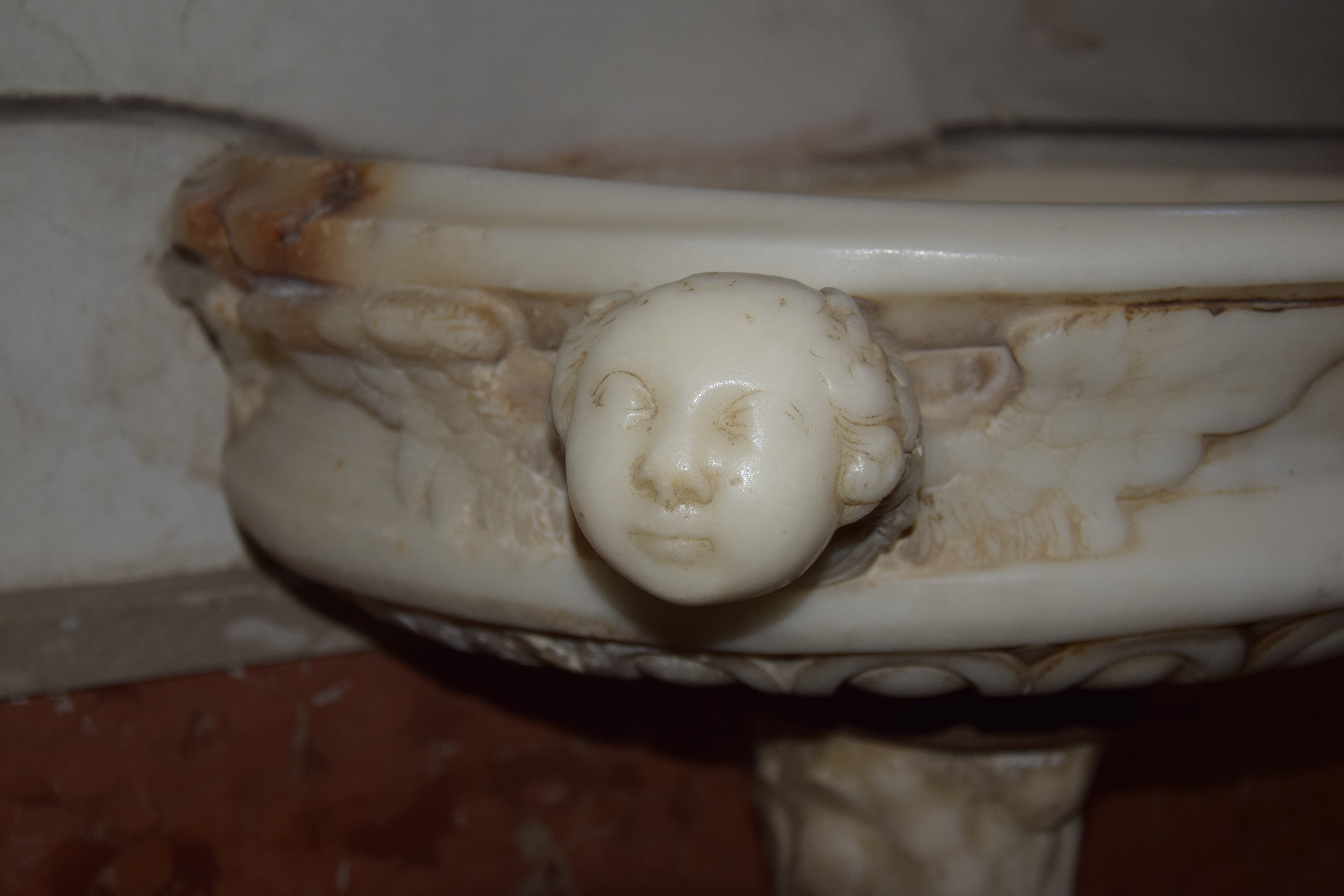
Dettaglio dell'acquasantiera: testa d'angelo
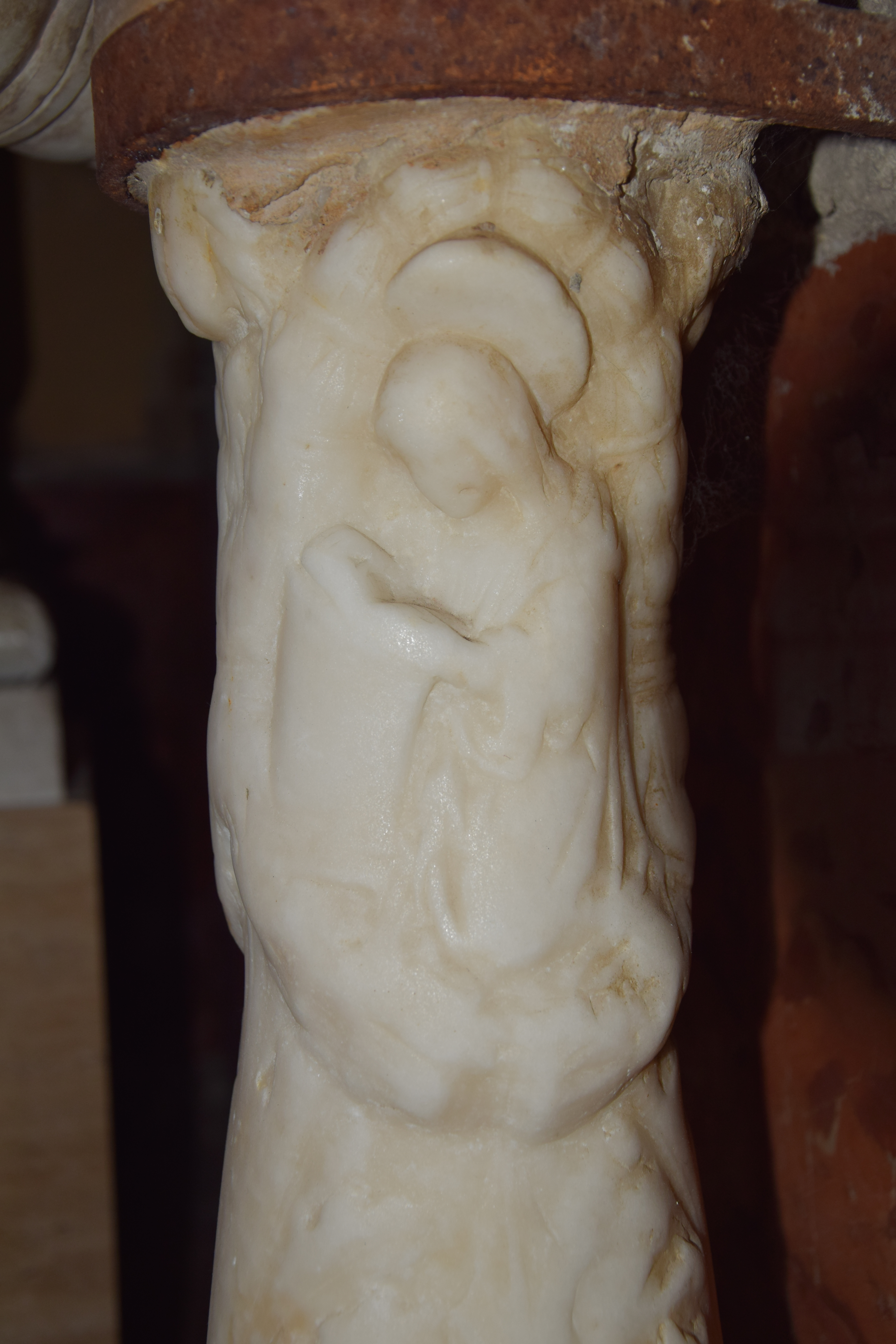
Dettaglio sul fusto dell'acquasantiera

### Monumento funebre a padre Vincenzo Abbati
Vicino all'ingresso principale della chiesa del Gesù si trova un monumento funebre marmoreo in stile barocco realizzato da ignoti artisti marmorari nel 1764 circa. Tale opera ha le dimensioni di 383 cm in altezza e 198 cm in larghezza.
Al suo interno sono custodite le spoglie di padre Vincenzo Abbati (morto nel 1654), il quale fece costruire ad Alcamo l'Ex collegio dei Gesuiti, la chiesa della Sacra Famiglia e il convento della chiesa di Santa Maria dell'Itria.
Il monumento è arricchito da intarsi marmorei che rappresentano composizioni vegetali ed è sormontato dallo stemma dell'ordine dei gesuiti con il monogramma IHS, sopra un'edicola a timpano.
Al centro del monumento, all'interno di una nicchia di forma ellittica nella specchiatura dell'edicola, è inserito il mezzo busto di padre Vincenzo Abbati. Ai lati del mezzobusto, più precisamente sulle volute inferiori dei raccordi laterali, sono presenti due figure allegoriche femminili in marmo, delle quali quella a destra regge una cornucopia mentre quella a sinistra regge una pira.
Sotto il mezzobusto di Abbati è riportato lo stemma della famiglia Abbati, costituito da una composizione di tre stelle disposte in corrispondenza dei vertici di un triangolo capovolto con artiglio di felino eccentrico su fondo grigio.
Più sotto è visibile un intarsio marmoreo con epigrafe commemorativa in latino (in basso, sul basamento), che riporta le seguenti parole:
Nelle pseudo-lesene sopra i lati dell'epigrafe sono presenti due raffigurazioni di teschi, con al centro dei motivi ornamentali che rappresentano conchiglie e volute.

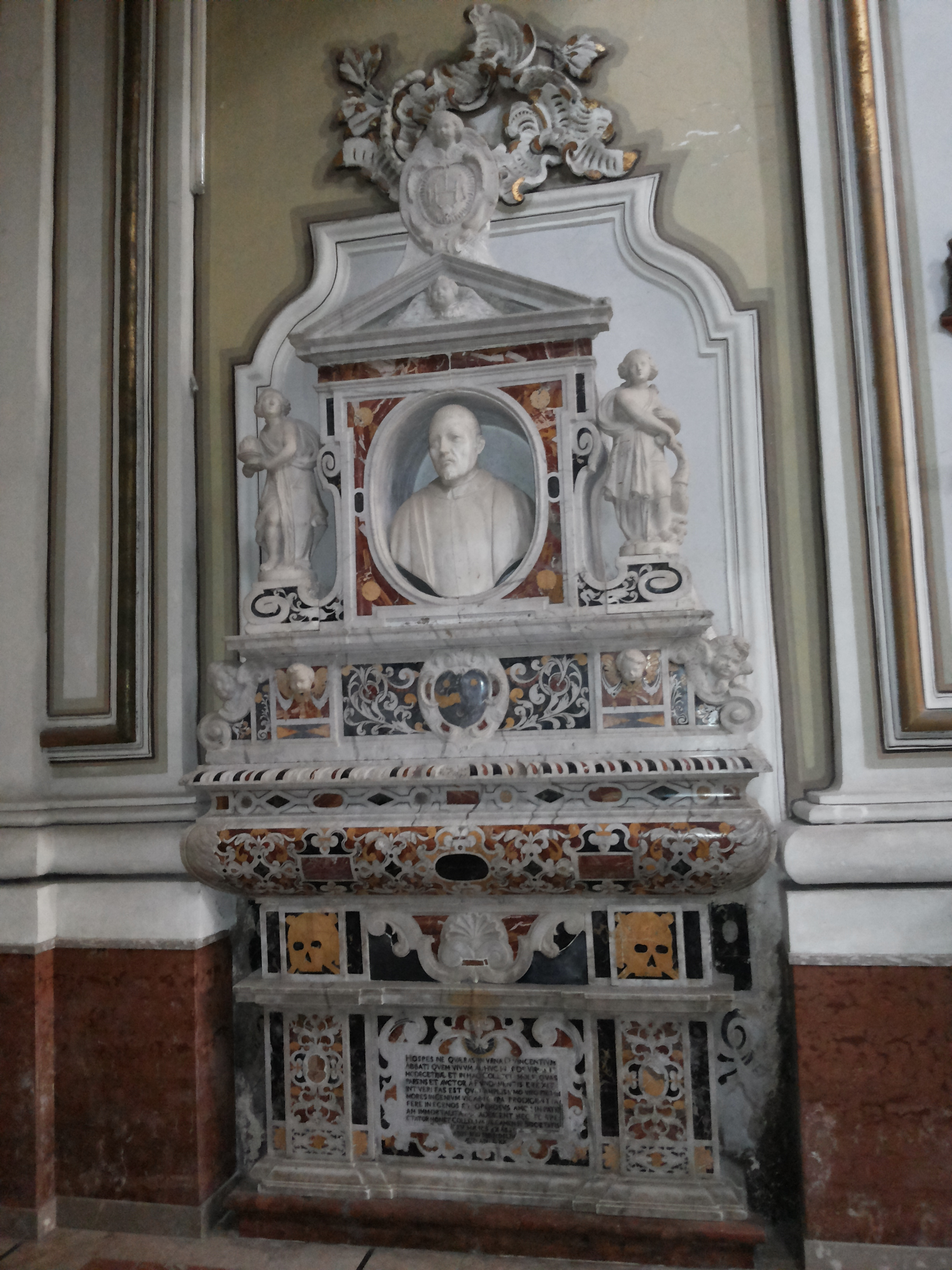
Sepolcro di padre Vincenzo Abbati
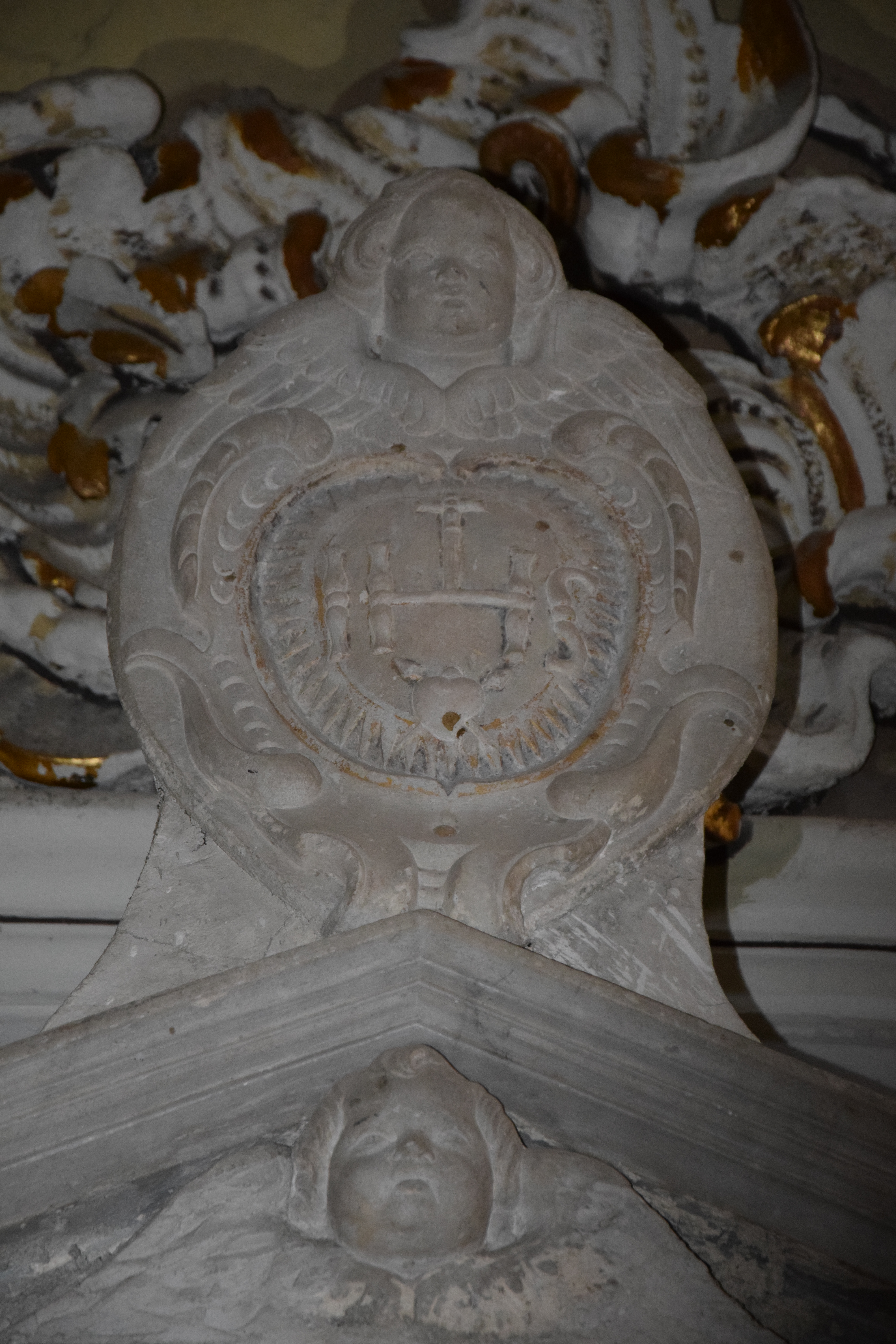
Stemma dei gesuiti
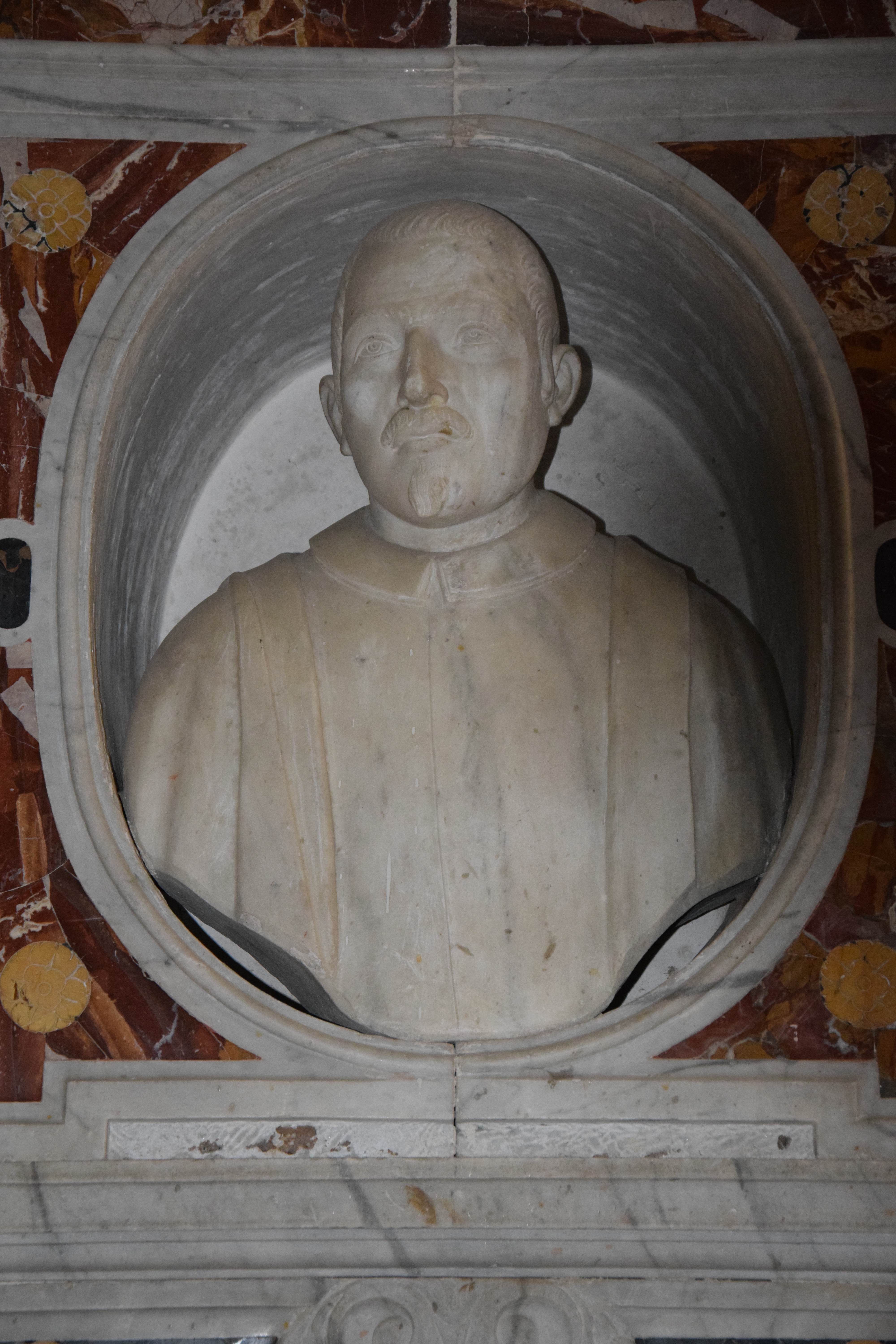
Mezzobusto di padre Vincenzo Abbati
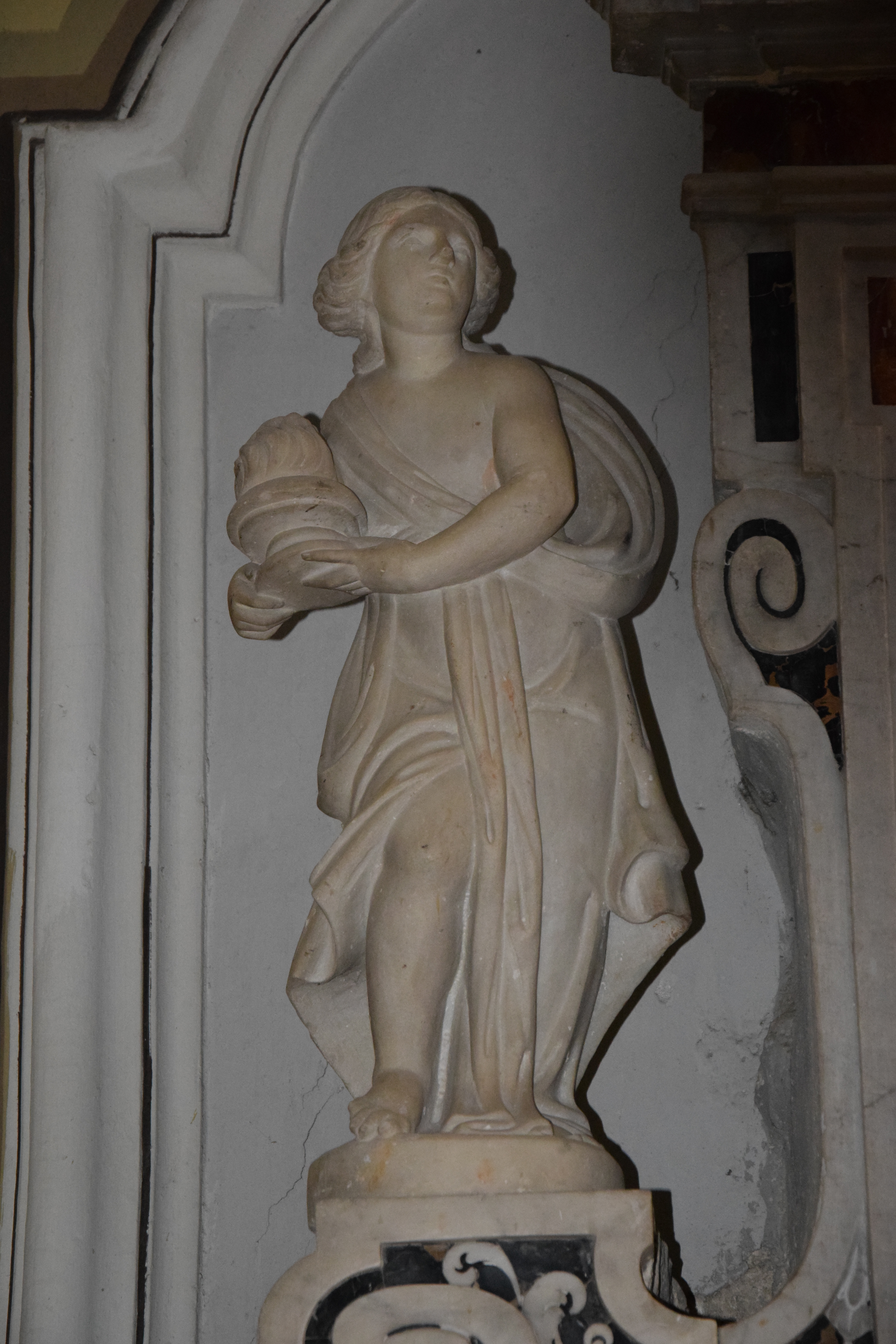
Figura femminile con in mano una pira
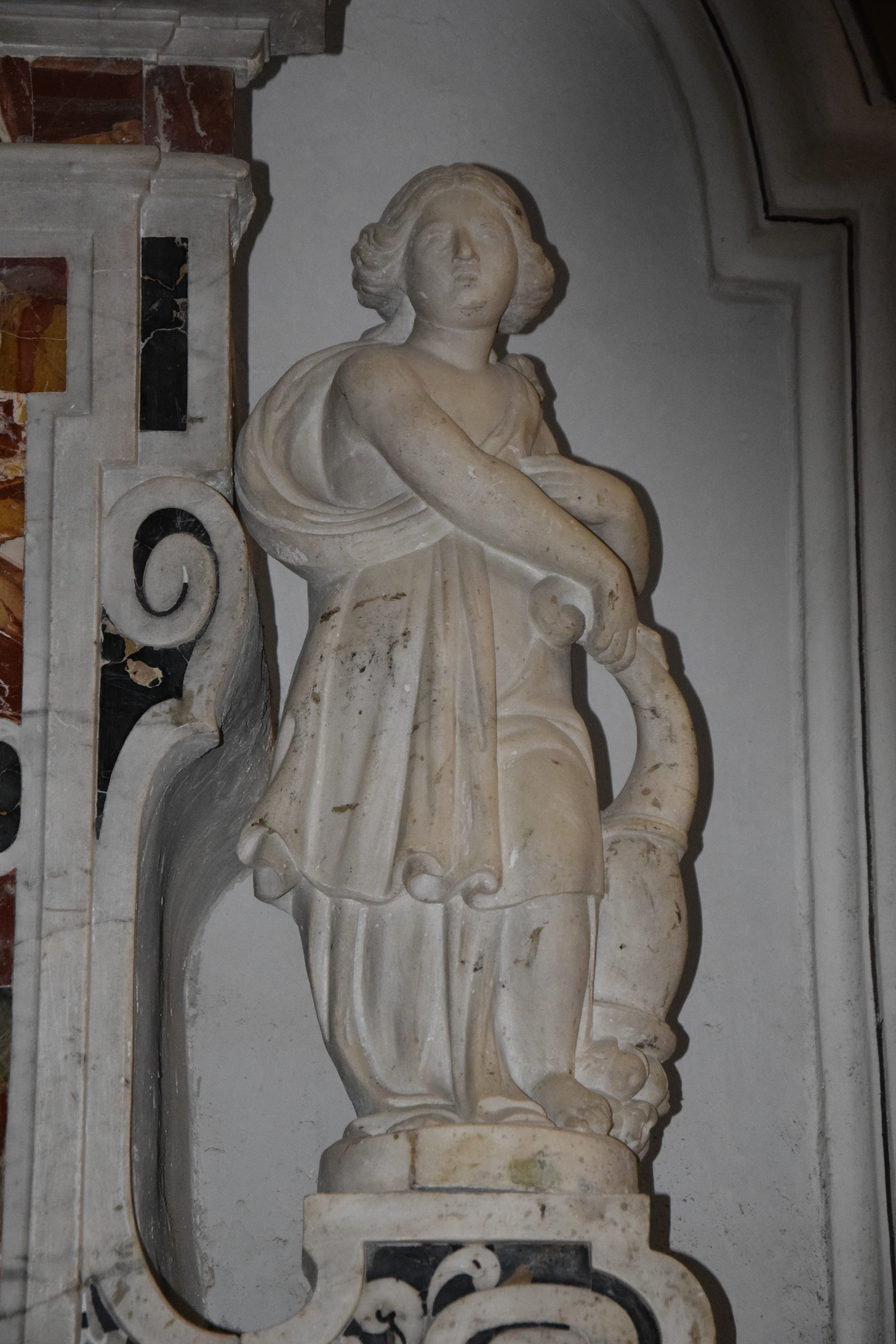
Figura femminile con in mano una cornucopia
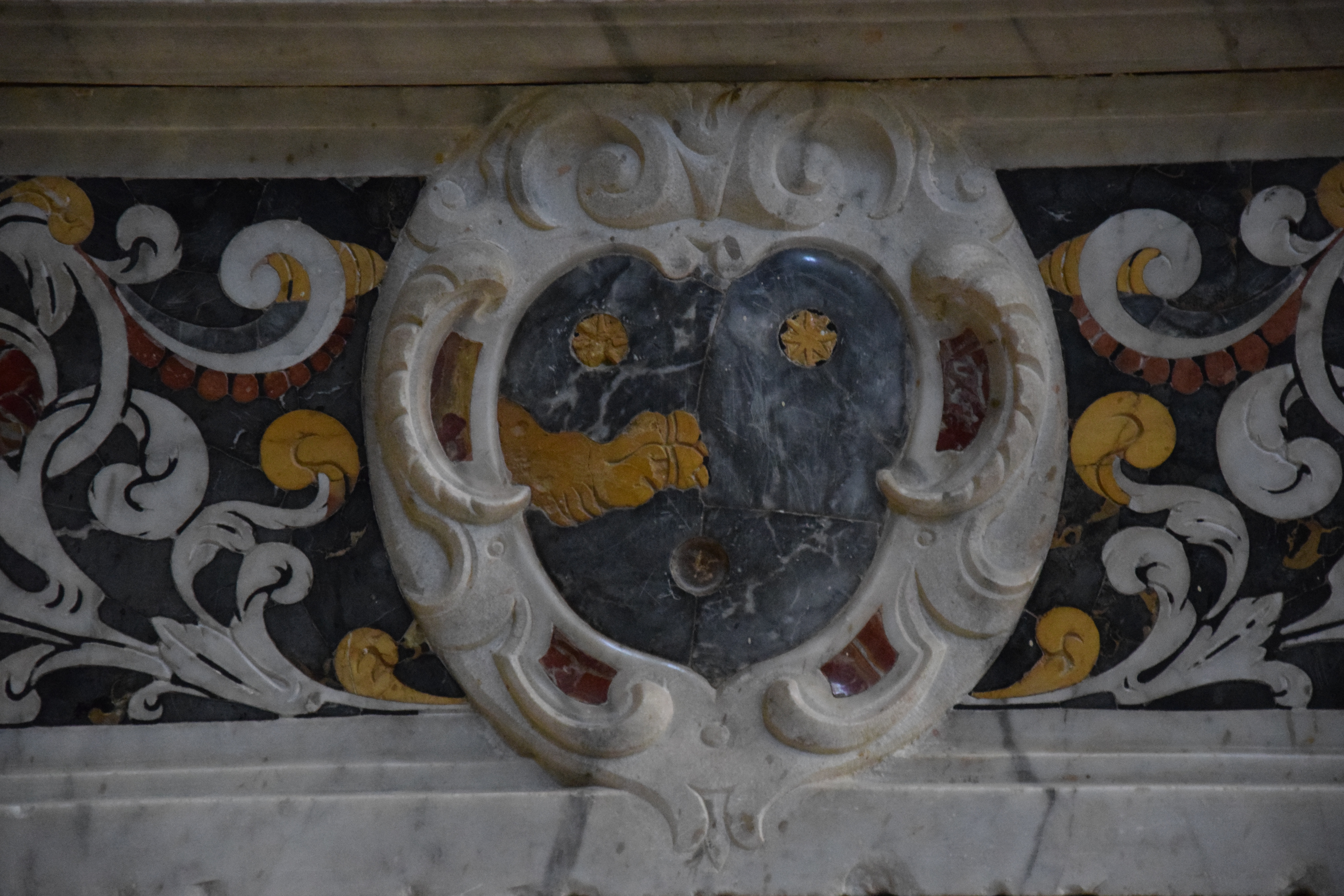
Stemma della famiglia Abbati
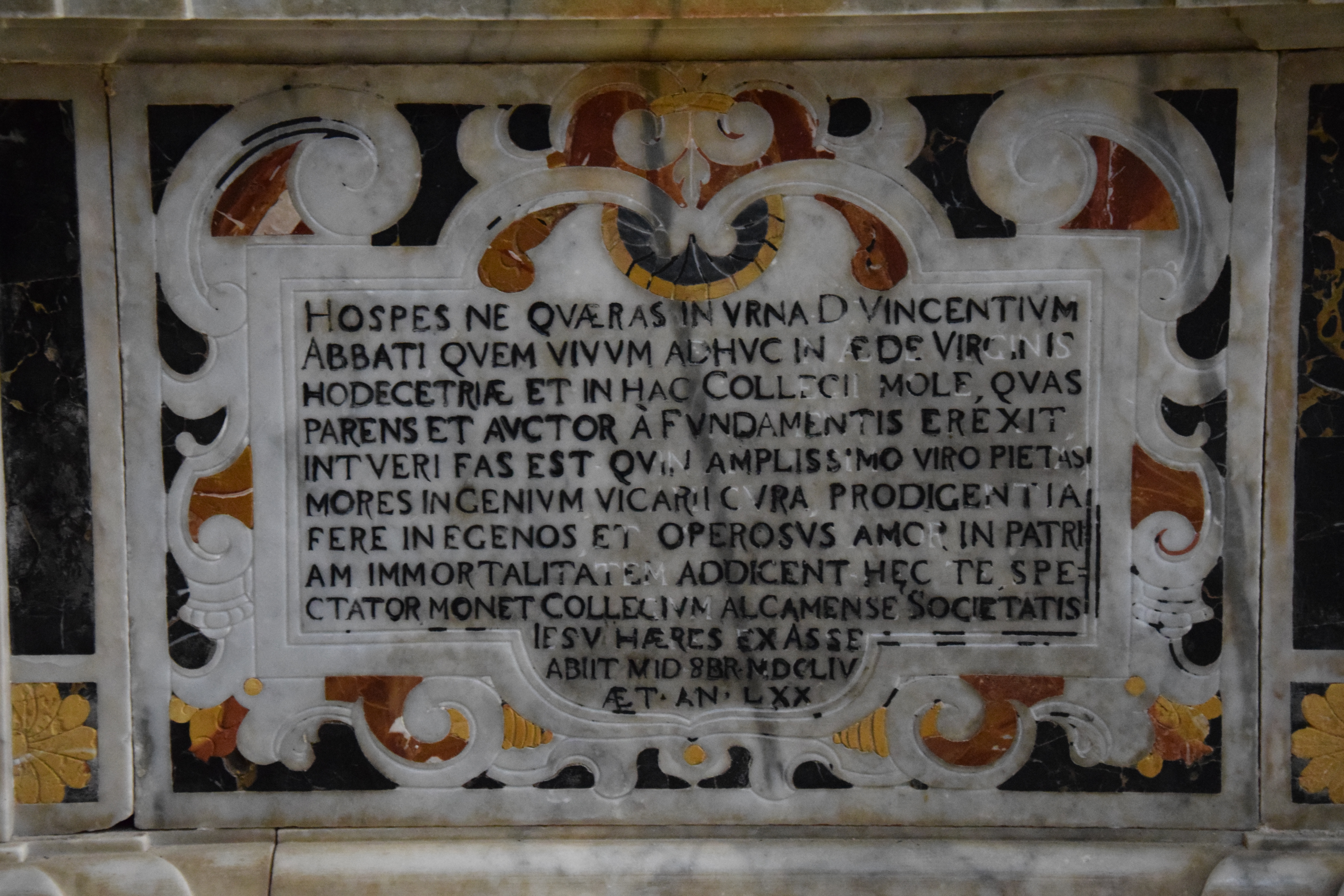
Iscrizione in latino su marmo